# تمدن مایا
مایا نام گروهی از اقوام سرخ‌پوست در جنوب مکزیک و شمال آمریکای مرکزی و نام تمدنی قدیمی در همین منطقه است.
مایاها که از مشهورترین قبایل سرخپوست بودند، معمولاً شهرهایشان را در دل جنگل‌های بارانی می‌ساختند. حوزه زندگی و فعالیت مایاها حدود جنوبی کشور مکزیک و نیز سرتاسر گواتمالا و السالوادور را شامل می‌شد.
قوم مایا پدیدآورنده یکی از تمدن‌های بسیار پیشرفته آمریکای مرکزی در دوران پیشاکلمبی بود که دست‌آوردهای بسیار چشمگیری در هنر، معماری، ستاره‌شناسی و ریاضیات داشته است. هم‌اکنون نیز گروه‌هایی از اقوام مایا در مکزیک و گواتمالا به‌سر می‌برند. مایاها با بهره‌گیری از تمدن‌های گذشته خود نظیر اولمک توانستند در خلال سال‌های۲۵۰ تا ۹۰۰ پس از میلاد تمدنی عظیم را در آمریکای مرکزی پایه‌گذاری نمایند. تاریخ مایاها به سه دوره مهم بخش‌بندی شده است و دوران پیشاکلاسیک یا زندگی ابتدایی و دوران کلاسیک یا عصر طلایی و دوره پساکلاسیک یا افول این تمدن را شامل می‌شود. این قوم به گویش‌های متعدد زبان مایایی تکلم می‌کردند و نوعی خط ابتدایی هیروگلیفی نیز داشتند که آثاری را به آن می‌نوشتند. تمدن مایا به دست اقوام مجاور ضعیف شد و سرانجام با هجوم اسپانیایی‌ها از میان رفت. پیش از این فروپاشی، مایاها به یک‌باره تمدن و شهرهای عظیم را رها کردند و به دامان کوهستان‌ها پناه بردند که دلیل این رویداد به‌سبب ازمیان‌رفتن آثار مکتوب آن دوره و طرح نظریات گوناگون، هنوز مشخص نیست. پس از آن تمدن مایا رها شد و اقتدار مایاهای کوهستان نیز ابتدا به دست آزتک‌ها و سپس اسپانیایی‌ها از میان رفت. جمعیت مایاهای امروزی که از بازماندگان فرمانروایان دوران باستان آمریکای مرکزی هستند، حدود هفت میلیون نفر است که بیشتر در جنوب مکزیک و نواحی کوهستانی گواتمالا و بلیز به‌سر می‌برند.

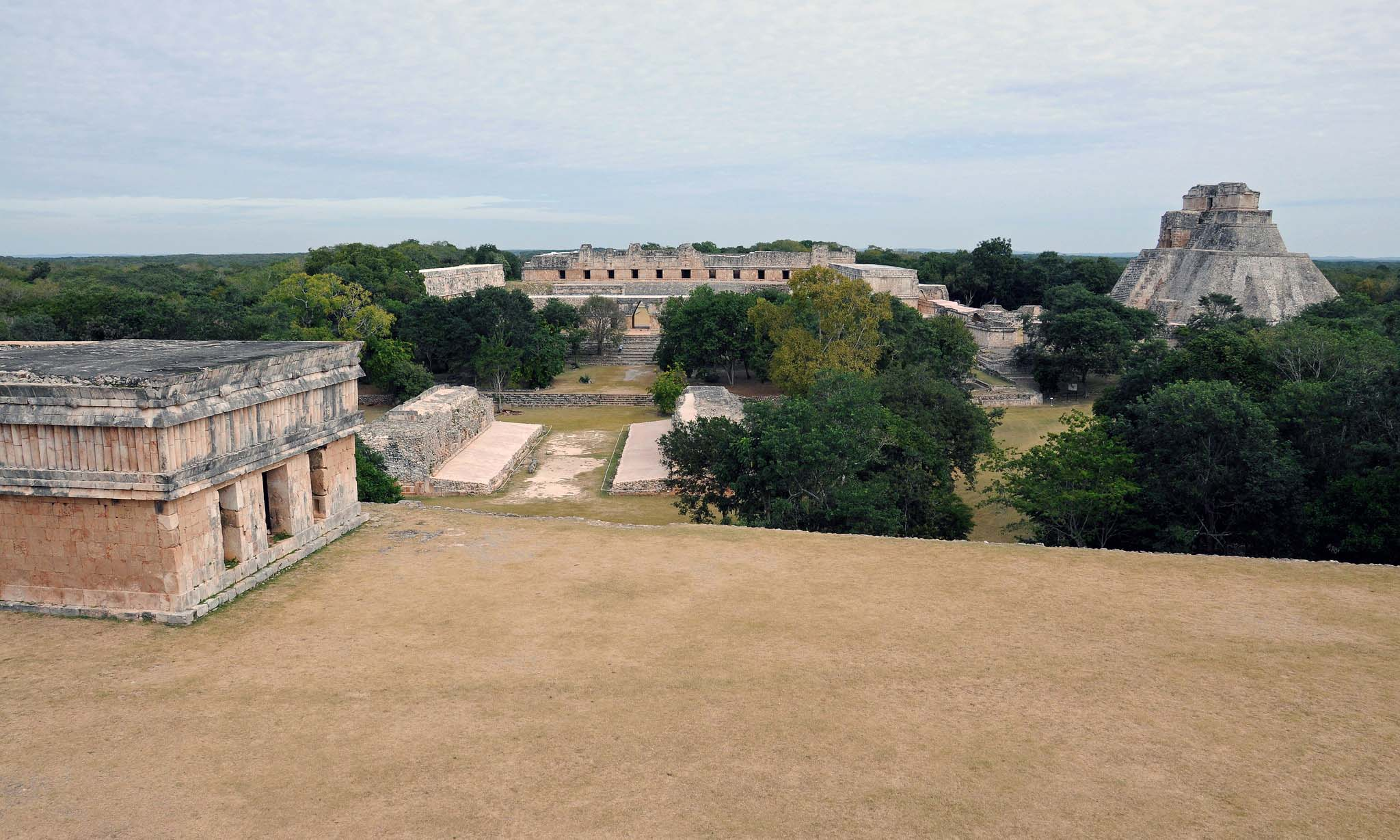
آثار به‌جای مانده از شهر تاریخی اوچمال که در سده هشتم میلادی در اوج شکوفایی بود.

## تاریخچه

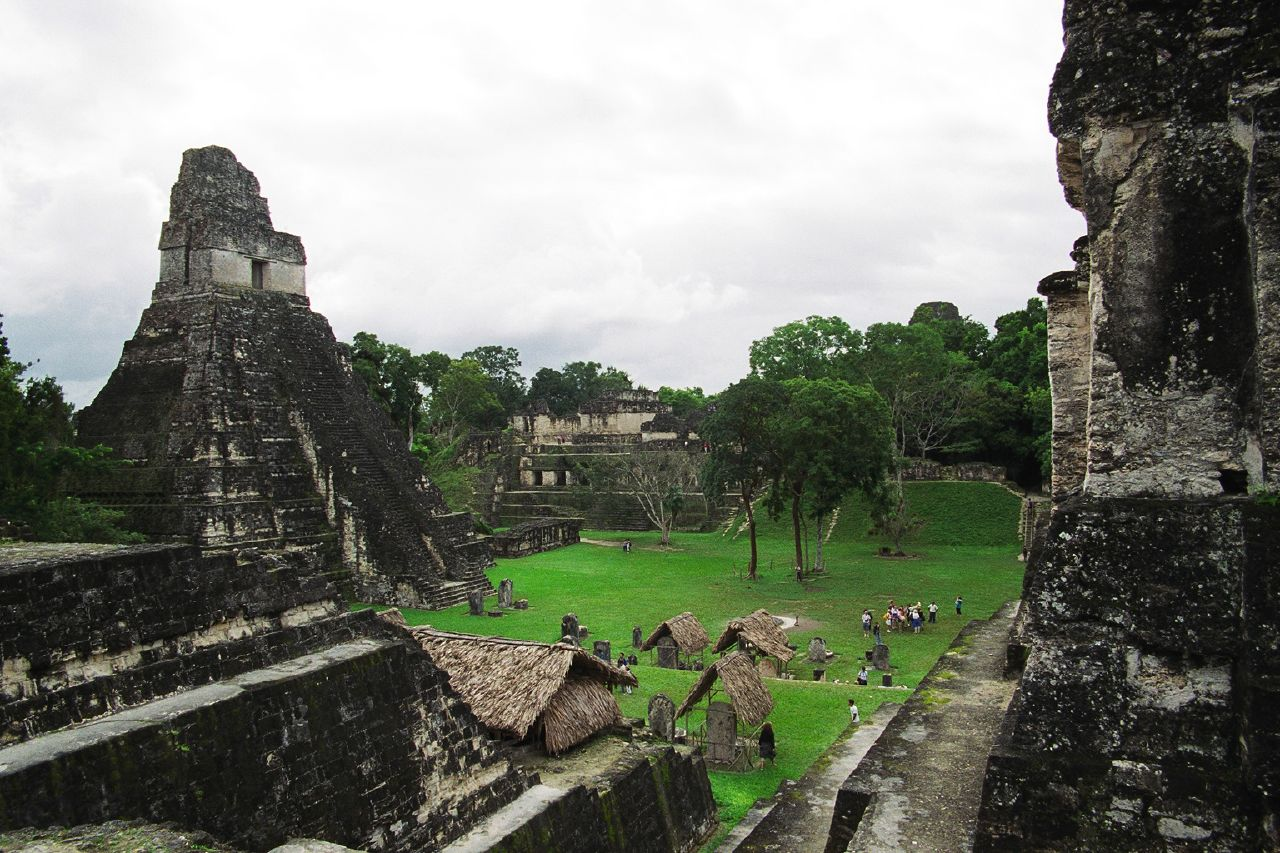
مرکز شهر تیکال در اوج قدرت خود در دوران کلاسیک مایا

گمانه‌زنی دربارهٔ زمان ورود مایاها به آمریکای مرکزی به حدود قرن دهم پیش از میلاد برمی‌گردد و نخستین نشانه‌های استقرار و سکونت بومیان در اکتشاف‌های باستان‌شناسی مربوط به ۲۶۰۰ پیش از میلاد در کشور بلیز تعیین شده است. تقویم مایایی به ۳۱۱۴ پیش از میلاد اشاره دارد و البته یک داستان قدیمی پذیرفته‌شده مایایی نیز، حوادث ۱۸۰۰ پیش از میلاد را توصیف کرده است. در دوران آغازین پیدایی مایاها، آن‌ها ابتدا از نواحی شمالی آمریکا به سمت جنوب آمدند و با سکونت در ارتفاعات گواتمالا تمدن عظیمی را به‌وجود آوردند. تاریخ تمدن مایاها به سه دوره پیشاکلاسیک، کلاسیک و پساکلاسیک دسته‌بندی شده است.

### دوران پیشاکلاسیک
دوران پیشاکلاسیک تمدن مایا از حدود ۱۰۰۰ پیش از میلاد تا ۲۵۰ میلادی را دربر می‌گیرد. خود این دوره به سه مرحله اولیه، میانه و پایانی بخش‌بندی شده است. با آغاز این دوران که با اکتشافات انجام‌شده به اواخر هزاره دوم پیش از میلاد بازمی‌گردد، گرایش به شهرنشینی و زندگی شهری پدید آمد و روستاها و شهرهایی ایجاد شد. خط مایایی به‌وجود آمد و زندگی قدیمی مایایی در اوایل این دوران که مبتنی بر شکار و خوشه‌چینی بود به زندگی شهری و کشاورزی تبدیل شد.
اطلاعات از دوران اولیه زندگی مایاها اندک است اما از دوران میانه که مربوط به چهار سده پیش از میلاد است با توجه به اکتشافات باستان‌شناسی اطلاعات بیشتری به دست آمده که آمیختگی فرهنگی مایا با تمدن اولمک، از سنت‌های پیشین را نشان می‌دهد. در مرحله پایانی دوران پیشاکلاسیک مایا بناهای اصلی شهرنشینی پدید آمد، این مرحله تا ۲۵۰ میلادی به درازا کشید. این مرحله پایانی را به واقع آغاز عصر شکوفایی تمدن مایا دانسته‌اند.

### دوران کلاسیک تمدن مایا

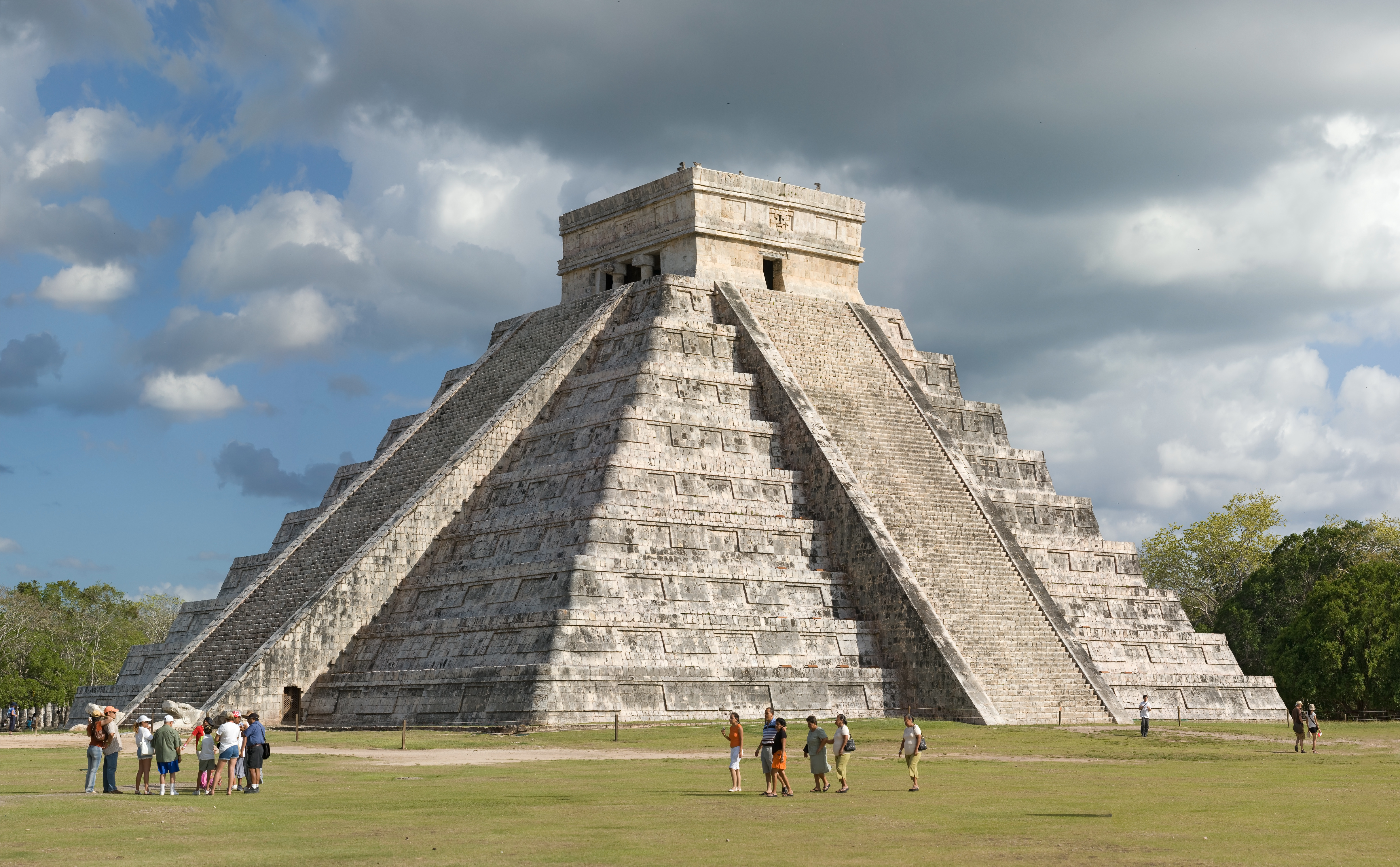
نیایشگاه هرمی کوکولکان در چیچن ایتزا، ساخته شده در سدهٔ یازدهم میلادی. اهرام مایایی در سه مرحله ساخته می‌شدند.

این مرحله که عصر طلایی مایا محسوب می‌شود، از ۲۵۰ تا۹۰۰ میلادی بود و در آن مایاها به اوج توانمندی و درخشش خود رسیدند. دولت-شهرهای بزرگ پدید آمد و شهرهایی مانند تیکال ساخته شد. در آن دوران تخمین زده می‌شود که نزدیک به دو میلیون تن در محدوده مایا نشین به‌سر می‌بردند که یکصد هزار تن از آنان ساکن شهر تیکال بودند. بیشتر بناهای ساخته‌شده، بجز خانه‌ها و امکانات شهری نظیر آبراهه‌ها، به بناهای عظیم و فاخر مذهبی مربوط می‌شد. شهرهای باشکوهی مانند کوپان، چیچن ایتزا، تیکال، تئوتیهواکان و پالنکه در منطقه یوکاتان پدید آمد. در این دوره به‌کارگیری طلا در مناسبت‌های مذهبی و نیز جهت آرایش و تزیین رایج بوده است.
در این دوره سطح زندگی و کیفیت آن در شهرهای مایا به بهترین حالت خود رسیده بود. پیروزی‌های نظامیان مایا در نبرد با اقوام همسایه و شهرهای خارج از قلمرو و فراوانی آذوقه و امکانات که ناشی از تدبیر طبقه حاکم بر جامعه بود نوعی رفاه نسبی را برای جامعه مایاها پدیدآورده بود. از سوی دیگر بازرگانی بین سواحل دور و نزدیک و وجود راه‌های پیاده‌رو بسیار طولانی میان شهرها زمینه را برای پیشرفت این قوم در دوره کلاسیک فراهم آورده بود. در این دوره بیش از یکصد شهر بزرگ و کوچک پدید آمد که البته گاهی ساختن یک شهر جدید برابر بود با تخلیه یک شهر دیگر اما با این وجود سرعت شهرسازی و مهارت آن‌ها در طراحی سیستم‌های مورد نیاز برای شهرهای بزرگ از شاخصه‌های مایاها در میان دیگر اقوام آمریکای باستان است. بهترین و بااهمیت‌ترین شناسه‌های تمدن مایا در خلال دوره کلاسیک چهار اصل آن بود که عبارت بودند از مذهب، هنر، معماری و جامعه آن‌ها.

### دوران پساکلاسیک

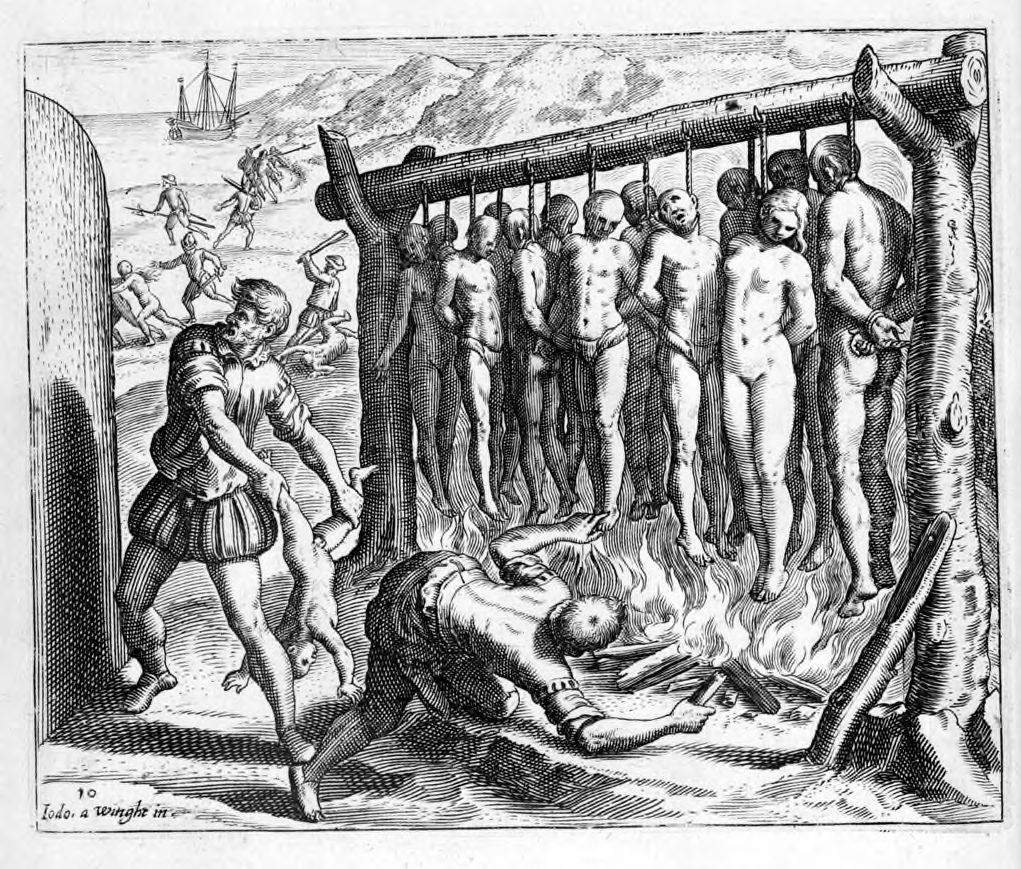
مایاها که فاقد سلاح گرم بودند، به صورت گسترده به اسارت اسپانیایی‌ها درمی‌آمدند و گاهی اوقات نیز بطرز فجیعی قتل‌عام می‌شدند.

دوران پساکلاسیک تمدن مایا از ۹۰۰ میلادی تا قرن شانزدهم که زمان ورود مهاجمان اسپانیایی بود را دربرمی‌گیرد. مایاها در یکی از سربه‌مهرترین رویدادهای تاریخی به طرز مرموز و ناشناخته‌ای ناگهان تمام سرزمین‌های متمدن و آباد خود را ترک کردند و به کوهستان‌ها پناه بردند. دلیل این کوچ ناگهانی مشخص نیست که چگونه شد که شهرهای باشکوه و عظمت مایاها ناگهان خالی از سکنه شد. فرضیه‌های گوناگونی نظیر شیوع بیماری واگیر یا حملات مهاجمان بدوی و نیز باورهای مذهبی مطرح شده اما هیچ‌یک تاکنون مورد تأیید واقع نشده است. مایاها که از سده نهم میلادی رو به افول گذارده بودند یک به یک شهرهای خود را ترک می‌کردند و به گوشه‌هایی از جنگل‌ها پناه می‌بردند. اگرچه فقدان آثار ادبی و ازمیان‌رفتن متون مایایی باعث دشواری علت‌یابی این پدیده شده است اما باتوجه به محتوای کتاب سنتی و متاخر چیلام بالام می‌توان به هراس و یاسی که در جامعه مایا بر حسب یک پیشگویی پدید آمده بود، اشاره کرد. این هول و هراس در یک قطعه قدیمی و سنتی که در این کتاب آمده، نمود پیدا می‌کند:

در آن روز، گرد و غبار مالک زمین خواهد شد
در آن روز، داغی بر چهره زمین دیده خواهد شد
در آن روز، ابری به هوا برخواهد خواست.
در آن روز، مردی نیرومند زمین را تصاحب خواهد کرد
در آن روز، همه چیز از هم فرومی‌پاشد
در آن روز، برگ لطیف می‌پژمرد
در آن روز، چشمان درحال مرگ فروبسته خواهد شد

درپی کوچ ناگهانی مایاها، اقوام جدیدی آمدند و سرزمین‌های مایاها را تسخیر کردند. شهر بزرگ چیچن ایتزا به دست قوم تولتک که از اقوام نیمه‌وحشی ساکن ارتفاعات مکزیک بود افتاد. اقوام دیگری نیز فتح سرزمین‌های دیگر مایایی را آغاز کردند و تقریباً تمام ماحصل تمدن مایایی از دست رفت. این روند تا قرن سیزدهم ادامه داشت و در نهایت در قرن سیزدهم مایاها موفق شدند دوباره حاکمیت شهرهای خود را به‌دست بگیرند اما با این تفاوت که به جای یک حکومت، آن زمان شانزده حکومت کوچک در سرزمین‌های مایا حکومت می‌کردند. فرهنگ مایایی هم به نسبت دوره گذشته بسیار ضعیف‌تر و کم‌توان‌تر شده بود و تقریباً زیر سایه تمدن آزتک قرار گرفت و در نهایت به دست اسپانیایی‌های مهاجم، تمدن مایا برچیده شد.

### مایاها پس از ورود مهاجمان اروپایی
فتح یوکاتان توسط اسپانیایی از پیروزی بر سایر تمدن‌ها و ملل آمریکایی دشوارتر بود و اگرچه ظرف ۵۰ سال پیروز شدند اما حدود ۱۷۰ سال طول کشید تا به‌طور کامل بر این سرزمین‌ها تسلط بیابند. ورود اسپانیایی‌ها در سال ۱۵۱۱ بود و ایتزا آخرین مقاومتی بود که در سال ۱۶۹۷ درهم شکست. در هنگام فتح سرزمین‌های مایا اسپانیایی‌ها با قومی مواجه بودند که دیگر استقلال سیاسی و توان نظامی فوق‌العاده سال‌های گذشته خود را نداشتند اما به شدت در برابر متجاوزان اروپایی ایستادگی نشان دادند. به‌گونه‌ای که هرناندز دکوردوبا کاشف اسپانیایی این سرزمین بر اثر زخمی که در نبرد برداشته بود، جان خود را از دست داد. مایاها مدت‌ها به عنوان رعیت اسپانیا در نواحی کوهستانی زندگی خود را ادامه دادند و هنوز شمار بسیاری از آنان در کشورهای مکزیک، گواتمالا، بلیز و السالوادور به‌سر می‌برند که سنت فراوانی را از نیاکان متمدن خود در دو هزاره قبل حفظ کرده‌اند. شمار مایاهای امروزی حدود ۷ میلیون نفر است که جمعیت زیادی از آنان اسپانیایی‌زبان شده‌اند.

## جامعه در تمدن مایا

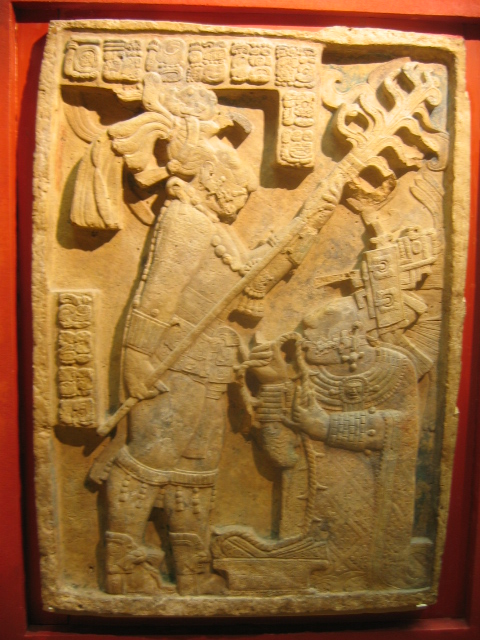
پادشاه مایایی یاکسچیلان به همراه همسرش در دیوارنگاره‌ای با نقوش برجسته که در موزه بریتانیا نگهداری می‌شود. همسر او درحال بریدن زبانش است تا خون خود بر زمین بریزد. این نوعی قربانی غیر جانی برای شاه به‌شمار می‌آمد.

جامعه مایاها از قبایل به هم پیوسته‌ای که در سده‌های پیش از میلاد به تدریج گردهم آمده بودند، تشکیل می‌شد و فرهنگ در روستاها و شهرها اگرچه با هم در تضاد بود اما وجود نظام شاه-خدایی در این کشور موجب قرابت فرهنگ، زبان و مذهب ساکنان قلمرو مایا شده بود که در پی این یک گونهٔ فرهنگی عمومی و کلی در اجتماع مایاها پدید آمد. در نظام مایاها طبقهٔ اجتماعی، بسیار مهم تلقی می‌شد و هرکس می‌بایست جایگاه خود را از نیاکان به ارث ببرد. شاه در راس همه قرار گرفته و سلسله مراتب نیز به‌شدت رعایت می‌شد. مایاها در شهرها بر حسب طبقاتی که داشتند امرار معاش می‌کردند. مهم‌ترین مشاغل در جامعه مایا مشاغل مذهبی و کاهنی، افسری ارتش، کاتبی، بایگانی، مهندسی ساختمان و بازرگانی بود. در کنار این مشاغل طبقات پائین‌تر مشاغلی مانند کارگری ساختمان و صنعت‌گری داشتند که کیفیت تولیدات آن‌ها به حدی بود که بنظر می‌رسد این افراد به صورت تخصصی آموزش دیده بودند. شغل‌های دیگر مردم در جامعه مایا عبارت بود از کشاورزی و فعالیت‌های خدماتی در شهر مانند آشپزی و نظافت و خدمتکاری که معمولاً نسب افراد در احراز هر یک از این مشاغل بسیار مؤثر بود.
مایاها نوزادان را در گهواره‌های مخصوصی می‌خواباندند که تخته‌های تعبیه شده در آن کلهٔ نوزادان را پهن می‌کرد و آن‌ها این را زیبا و بخت‌آور می‌دانستند. غذاهای سنتی‌شان آن‌گونه که از نوشته‌ها و نقاشی‌ها و نیز سنت‌های مایاهای امروزی می‌توان فهمید، ترکیباتی بوده از گوشت و سبزی و ذرت و انواع چاشنی. موادغذایی در هنگام قحطی یا بروز جنگ از انبارها تأمین می‌شد که تحت نظارت شاه قرار داشت. بازرگانی در شهرها رونق فراوان داشت و خاص طبقه نجبا بود که این بازارها در میدان‌های اصلی شهرهای مختلف برپا می‌شد. میدان اصلی شهر بجز بازارهای موسمی که زمان مشخص و از پیش تعیین شده داشتند، بخش مهمی از فعالیت‌های روزمره شهری را نیز پوشش می‌دادند. این فعالیت‌ها شامل جشن‌های مذهبی و ضیافت‌های پیروزی، رژه، نمایش و گردهمایی‌های قبایل می‌شد.

### نظام سیاسی
جامعه مایا در دوران پیشاکلاسیک مبتنی بر زندگی قبیله‌ای بود و هر قبیله رئیسی جداگانه داشت که بر فعالیت‌های مذهبی و خانوادگی و تجاری قبیله نظارت می‌کرد. در مرحلهٔ پایانی دوران پیشاکلاسیک سیستم نوین حکومتی مبتنی بر حکومت مرکزی در جامعه مایا پدید آمد و آن این بود که مایاها به این نتیجه رسیدند که در یک جامعه شاه بهتر از رئیس می‌تواند به امورات همهٔ مردم رسیدگی کند. شاه واسطهٔ ارتباط خدایان و انسان تلقی می‌شد و کم‌کم پذیرش نظام شاهی، در جامعه مایاها همه‌گیر شد. کاهنان مذهبی این نکته را برای دردست داشتن نفوذ تأیید کردند و این باور رایج شد که سرپیچی از فرمان شاه موجب عقوبت خدایی و زمینی خواهدبود. شاهان مایا برای برقراری هرچه بیشتر نظم در قلمرو تحت امر خود به ایجاد نظام طبقاتی دست زدند و روحانیان و نظامیان را از خویشاوندان خویش برگزیدند.

### طبقات اجتماعی
جامعه مایا در این دوران به دو دسته نخبه و غیرنخبه تقسیم می‌شد. جامعهٔ نخبه که طبقهٔ ثروتمندان بود، خود دارای دو رده بود که ردهٔ اول مربوط به خاندان شاهی بود و ردهٔ دوم ردهٔ روحانیان و بازرگانان و جنگجویان حرفه‌ای به‌شمار می‌آمد. دسته غیرنخبه هم کشاورزان، صنعتگران، شکارچیان و هنرمندان بود. صنعتگران ماهر در این میان مقام و منصبی برتر از سایرین داشتند. در نظام سیاسی مایا گاهی یک زن به صدارت و شاهی می‌رسید و تمام امور را در دست می‌گرفت و این زمانی بود که از خاندان شاهی مردی برای این امر وجود نداشته باشد. پوشش و لباس طبقات با هم متفاوت بود و زنان در هر دو طبقه اگرچه لباس نخی یا دامن و پیراهن گشاد می‌پوشیدند اما گلدوزی‌های متفاوت داشتند. مردان طبقه پایین پوشش رویینه‌شان پارچه‌ای بود که اکس نام داشت اما مردان نخبه از شنلی به نام پاتی استفاده می‌کردند.

### نظام برده‌داری

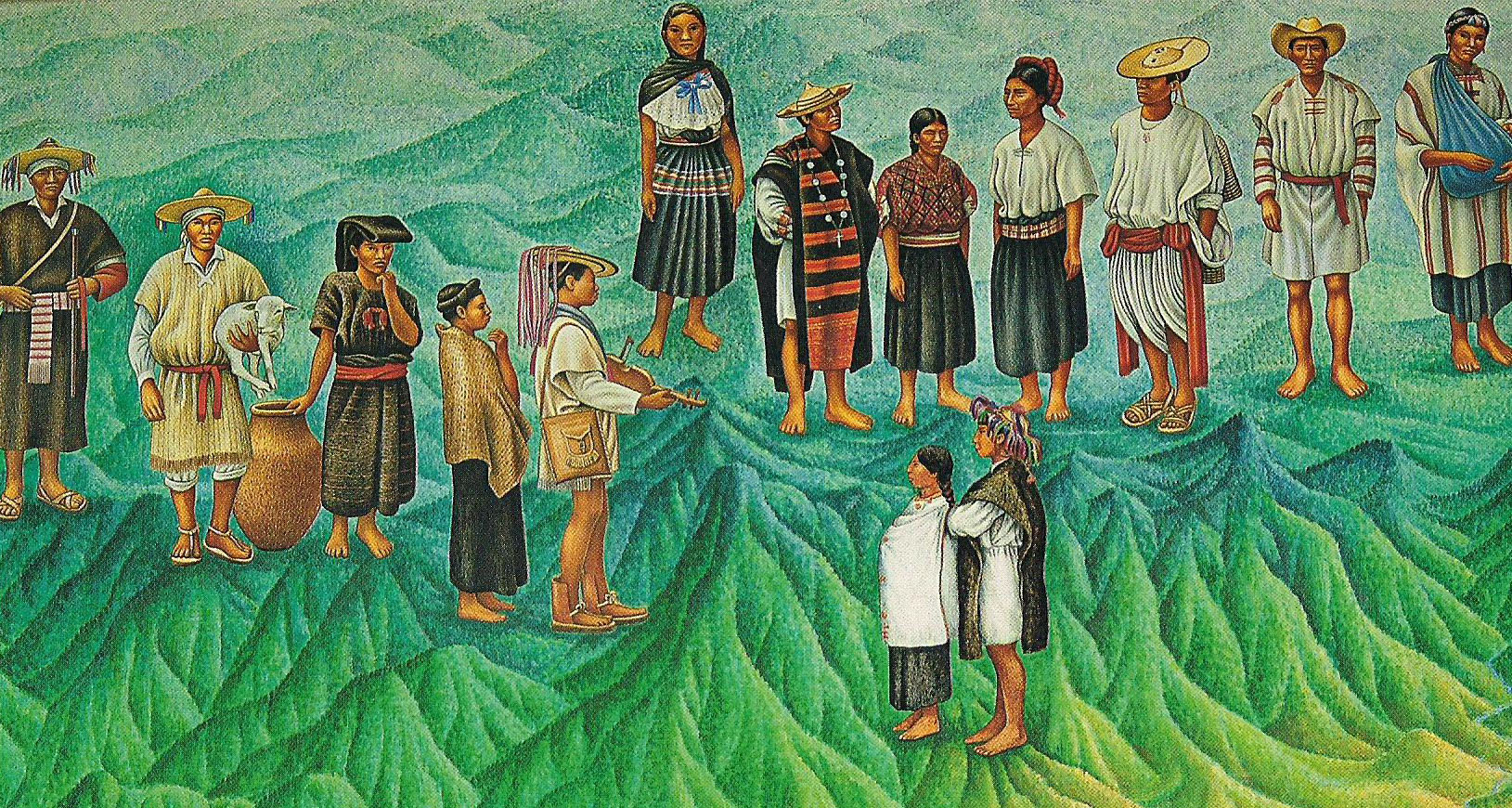
مردم‌نگاری مایاهای باستان که در موزه ملی مکزیک نگه‌داری می‌شود.

در جامعهٔ مایاها برده‌داری رواج داشت و تجارت برده نیز از امور مهم بازرگانی مایاها بود. یک شخص در جامعهٔ مایاها از سه طریق ممکن بود برده شود: یکی اینکه ممکن بود سرپرست یک خانواده فقیر برای امرار معاش بهتر دست‌یابی به مال برای بهبود شرایط زندگی یکی از اعضای خانواده‌اش را به‌عنوان برده بفروشد. دوم اینکه ممکن بود کسی جرم یا جنایتی مرتکب شود و در اینصورت این امکان وجود داشت که با تشخیص مقامات قضایی به عنوان جریمه به بردگی محکوم شود و سوم نیز اشخاصی که به عنوان اسیر جنگی در نبرد با اقوام دیگر گرفته می‌شدند، خودبه خود برده محسوب شده و از سوی جنگاوران فروخته می‌شدند. البته اگر اسیر از طبقات بالا و نجیب‌زاده جوامع دشمن بود به جای برده شدن، طی مراسمی با احترامی ویژه کشته می‌شد که کشتن آن‌ها نوعی مراسم قربانی برای خدایان دانسته شده است. که البته با روش آزتک‌ها در قربانی کاملاً متفاوت بوده است.

### نظام خانوادگی
در جامعه مایا کوچک‌ترین واحد اجتماعی خانواده محسوب می‌شد که از پدر و مادر و فرزندان و نیز بردگان تشکیل می‌شد. در میان مایا هر خانواده به نوبه خود در میان خانواده‌ای بزرگتر قرار داشت که خانه‌هایشان را گرداگرد یکدیگر در یک حیاط مشترک می‌ساختند. ازدواج برپایه منصب بود و پدر دختر در سن پایین داماد را از طریق دلالانی که حرفه‌شان پیدا کردن همسر و نامزد مناسب در میان طبقات مختلف برای دختران بود، پیدا می‌کرد. تعدد زوجات تنها برای طبقهٔ نخبه مجاز بود و مراسم ازدواج کمابیش بدور از تشریفات و دخالت روحانیان انجام می‌گرفت. در سنت‌های مایاها خون و نژاد اصالت داشت و هرکسی بنابر تبار و نیای پدری خود، پایگاه اجتماعی‌اش را می‌یافت. در نظر مایاها خانواده‌ای اصالت و اشرافیت داشت که اجداد و نیاکان پدری زن و مرد هردو افراد سرشناسی بوده‌باشند.

## هنر مایایی

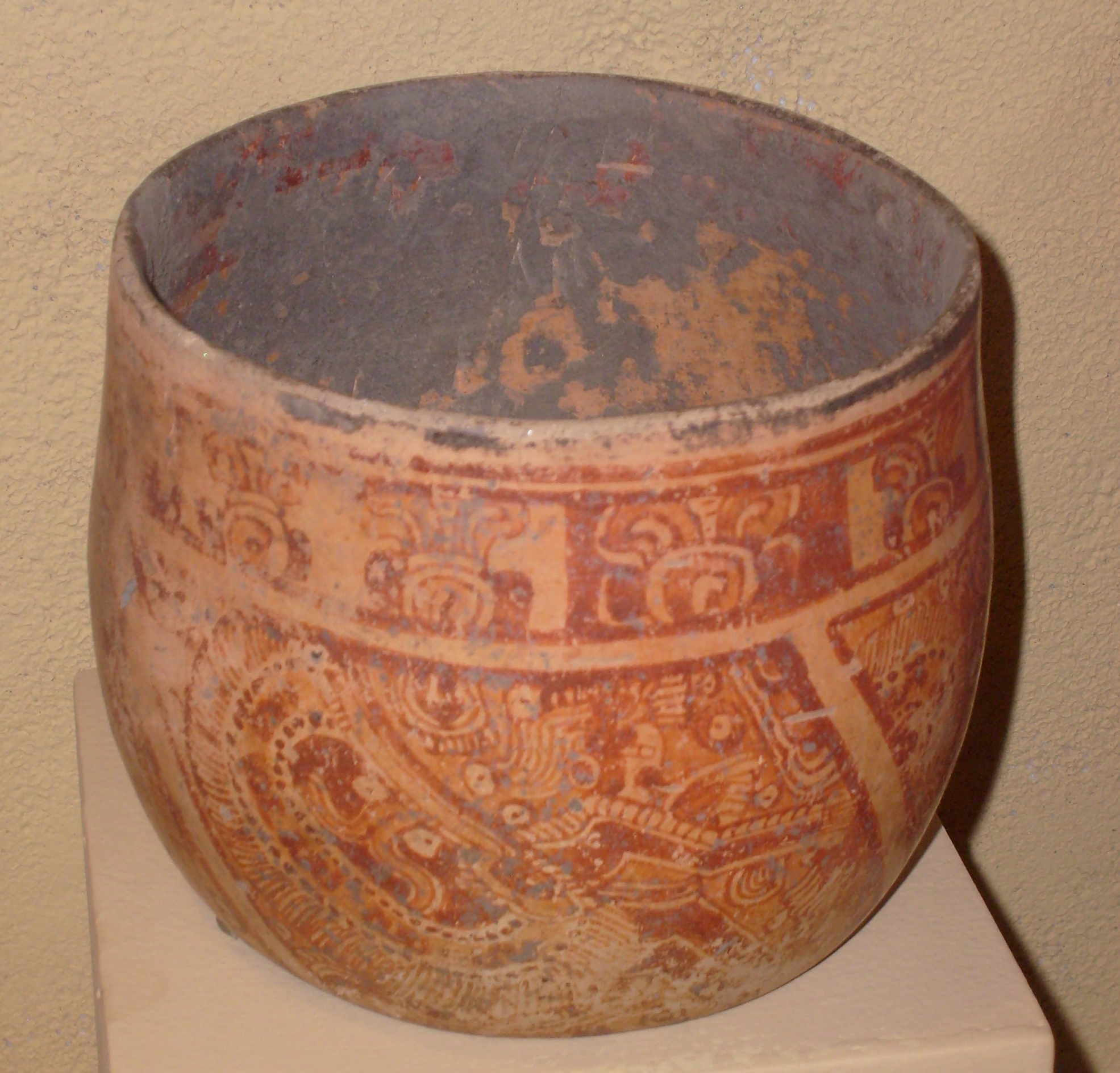
کاسهٔ قدیمی مایایی مربوط به دوران کلاسیک که در هندوراس به دست آمده است.

گاهی هنر مایاها را در دوران کلاسیک یا عصر طلایی‌شان، برترین و زیباترین مکتب هنری جهان باستان دانسته‌اند. هنر مایایی اگرچه از سنت‌های پیشین نظیر تمدن اولمک بهره می‌برد اما خلاقیت‌هایی که در درون جامعه مایا پدیدار شد، چهره‌ای ویژه و متفاوت از تمام تمدن‌های آمریکای باستان به آن بخشید. آن‌ها باورهای خود را دربارهٔ خدایان از راه خلق آثار هنری بروز می‌دادند. معماری، نقاشی، مجسمه‌سازی، سفالگری از مهم‌ترین و برجسته‌ترین هنرهای مایایی بود.

### معماری و شهرسازی
آثار معماری مایاها که تا به امروز به جای مانده عمدتاً مبتنی بر ساخت منازل شهری و روستایی، کاخ‌های شاهی و معابد و هرم‌های مذهبی- عبادی و سامانه‌های شهری مانند کانال هاو مخازن آب، راه‌های شهری و بین شهری می‌شد. خیابان‌ها بیشتر به صورت سنگفرش بودند و برای طراحی شهر مهندسان امر ابتدا نقشه شهر را طراحی کرده و سپس نظر مساعد شاه را می‌گرفتند. معمولاً ساختمان‌های مذهبی مایاها که به صورت هرم بود، با مذهب و ایدئولوژی و نیز با گاهشماری مایایی در ارتباط بود. پلکان در معماری جایگاه ویژه‌ای داشت و در همه آثار بگونه‌ای بچشم می‌آید. در نمای ساختمان از موزاییک و انواع رنگ استفاده می‌شد و به‌کارگیری نقوش و تصویرهای مختلف در درون اتاق‌ها یا راهروها و نمای خارجی ساختمان‌های فاخر ویژگی دیگر معماری آمریکای مرکزی در عصر طلایی مایاها بود. مصالح ساختمانی اصلی در معماری مایاها را سنگ آهک تشکیل می‌داد. عمدهٔ آثار مایایی از سنگ آهک درست شده‌اند.
پدید آمدن شهرهای جدید در تمدن مایا به این نحو بود که روستاهایی که جمعیت مردمش زیاد می‌شد طی یک مراسم تودیع روستاییان منازل خود را ترک می‌کردند. خانه‌های جنگلی ویران می‌شد و خانه‌هایی بادوام‌تر گرداگرد یک محوطهٔ خالی که روستای قدیمی بوده و بعدها میدان مرکزی شهر می‌شد بنا می‌کردند. در میدان مرکزی شهر یک پرستشگاه بزرگ پدیدمی‌آوردند که هستهٔ اصلی شهر را تشکیل می‌داد و گاهی از اطراف رشد می‌کرد. این شهرها معمولاً جمعیتی بین ۱۰ تا ۱۵ هزار تن سکنه داشتند. با این‌حال شهرهای بزرگ مایاها مانند تئوتیهوآکان جمعیت‌شان به بیش از ۵۰ هزار تن می‌رسید.

### نقاشی

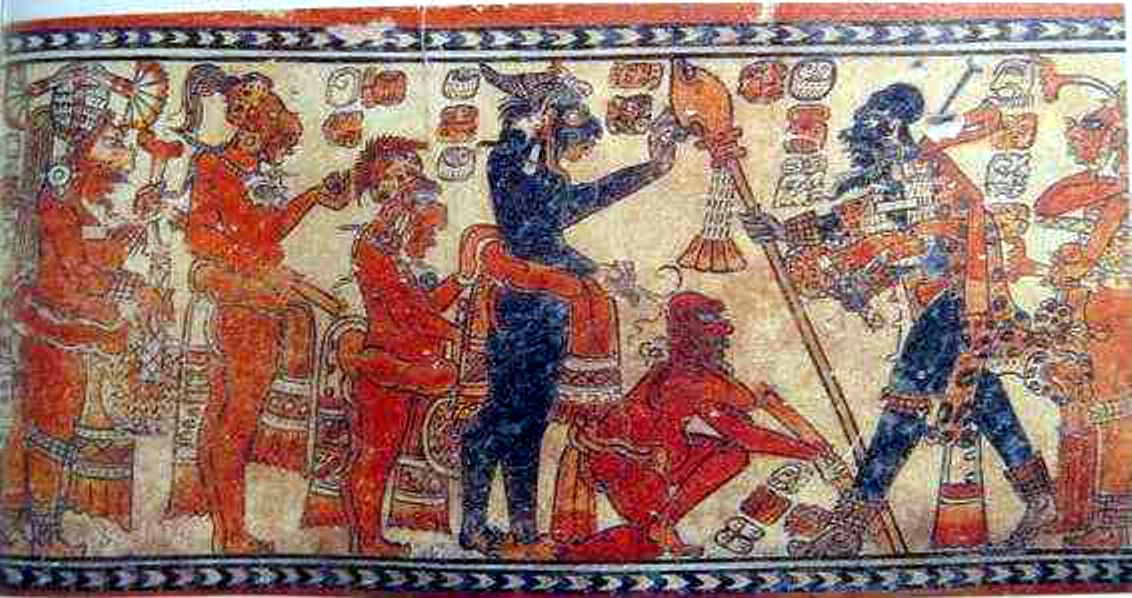
نقاشی روی سفال.

نقاشی از دیگر جنبه‌های تمدن مایایی بود که شیوهٔ آن تا به امروز نیز میان جوامع مایایی برجای مانده است. نقاشی‌ها بیشتر بر روی پارچه و دیواره‌ها صورت می‌گرفت که گاهی با گچبری نیز توأم می‌شد. رنگ آبی نیلی میان مایاها جنبهٔ الوهیت داشت و رنگی که در نقاشی‌های خود استفاده می‌کردند، از نوع ماندگار آن بود که تجزیه نشده و از بین نمی‌رفت. رنگی که بر روی پارچه بکار می‌بردند، طی فرایندی پیچیده و شیمیایی به دست می‌آمد و امروزه پژوهشگران از طریق آزمایش‌های شیمیایی به روش باثبات کردن این رنگ‌ها پی برده‌اند که هنوز نیز پس از گذشت قرن‌ها ماندگاری و درخشندگی خود را حفظ کرده‌اند. مایاها همچنین در زمینهٔ نقاشی با ابداعاتی که در زمینهٔ رنگ‌آمیزی و گچ‌بری داشتند، تغییراتی را در نحوهٔ ساخت پرستشگاه‌ها در آمریکای باستان ایجاد کردند. به این نحو که پرستشگاه‌های مایایی علاوه بر ساخت پلکانی دارای طرح‌ها و نقاشی‌های رنگی به همراه گچ‌بری نیز بودند که معمولاً تجسم خدایان و نیای شاهان مایایی بود.

### سایر هنرهای تجسمی

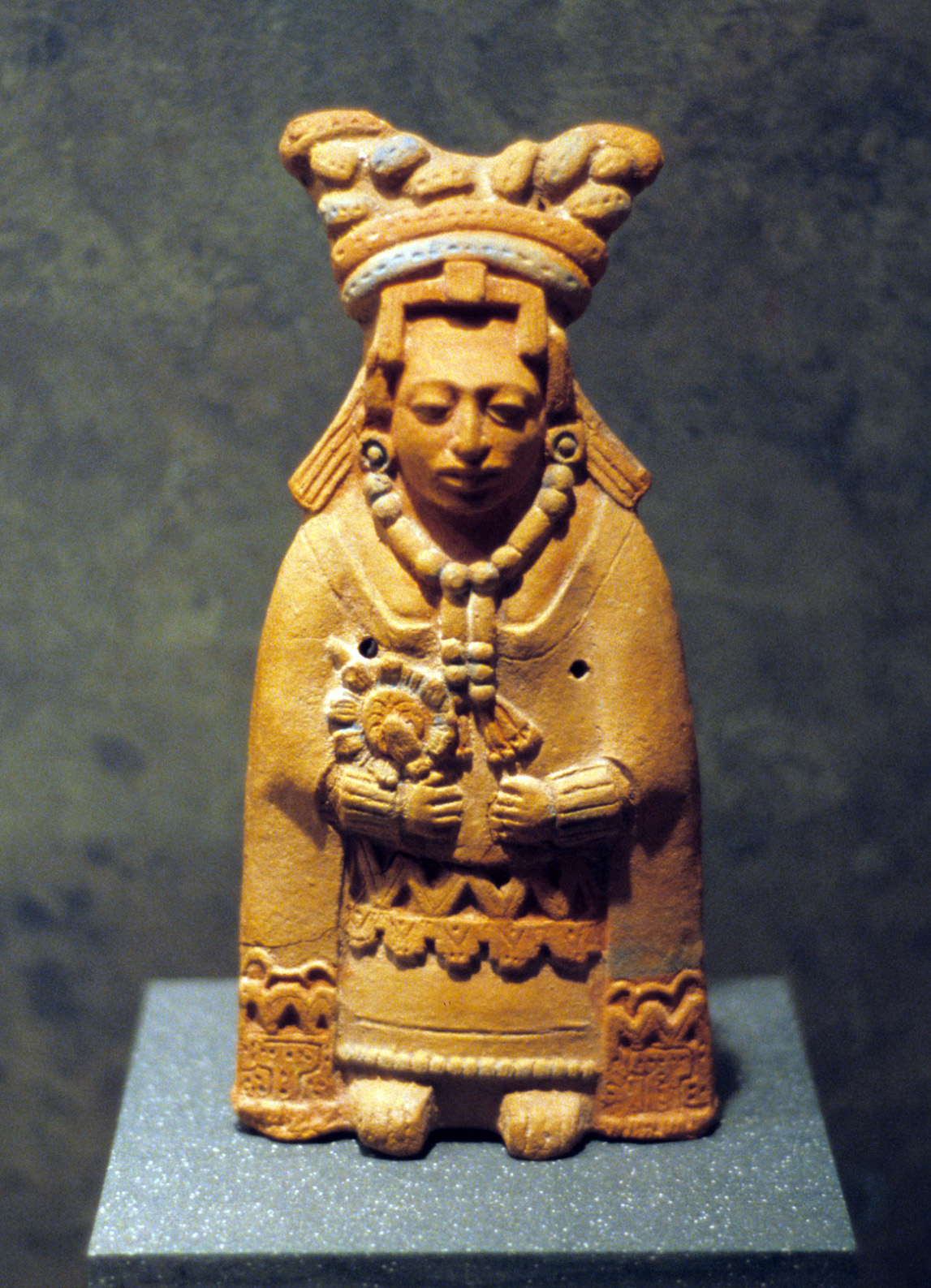
مجسمه سفال زن مایایی.

از سایر هنرهای تجسمی مایاها می‌توان سفالگری را که از ویژگی‌های بارز هنر مایایی است، برشمرد. در خلال دوران کلاسیک مایاها شروع به تولید آثار سفالی چندرنگی کردند که بیشتر جنبه تزئینی داشت تا کاربرد روزانه. این سفالینه‌ها که عمدتاً به گونهٔ جام یا کاسه یا مجسمه‌های سفال هستند، رنگ‌آمیزی شده و دارای نقش‌ها و طرح‌هایی هستند که نمادهایی اساطیری و ایدئولوژیک را از باورهایی قوم مایا ارائه می‌کند. رنگ آبی سفال‌ها نشان از کاربرد آن در امور مذهبی را دارد. نقاشی‌های رمزگونه‌ای بر روی بیشتر سفالینه‌های به دست آمدهٔ مایایی دیده می‌شود که گاهی با کنده‌کاری همراه هستند. رنگ آمیزی سفالینه‌ها گاهی پیش از پختن آن انجام می‌گرفت و گاهی پس از آن. از آنجایی که مایاها چرخ سفالگری نداشته‌اند، با صرف وقت زیاد با نوک انگشتان تکه‌های گل را تبدیل به کاسه یا کوزه می‌کردند. روش کار آن‌ها از لوله کردن گل و دادن شکل مارپیچ به آن‌ها بوده است. دورهٔ زمانی سفالینه‌های به دست آمده از مایاها به حدفاصل قرن ششم پیش از میلاد تا قرن نهم میلادی مربوط می‌شود. بجز سفالگری پیکرتراشی مایاها نیز از دیگر جنبه‌های هنری تمدن مورد نظر است. مجسمه‌هایی که در دوره مایاها ساخته شده، بیشتر مجسمه شاهان یا خدایان و موجودات مافوق بشری را شامل می‌شود. برخی از این مجسمه‌ها سنگ یشم سبز که جنبه قدسی داشته ساخته شده بودند و کشف میزان زیادی از محصولات یشم در کنار گورهای بزرگان مایا موید این نکته می‌باشد. تندیس‌های مایاها معمولاً به صورت نیم‌تنه و نشسته و به ندرت ایستاده‌اند و در سردر سراها و نمای ساختمان‌ها معمولاً بچشم می‌خورند.

#### هواپیماهای طلایی
اشیاء کوچک به جامانده از مایاها که از طلا ساخته شده‌اند، بسیار شبیه به هواپیماهای امروزی هستند. این اشیاء شگفت‌انگیز در سال ۱۹۶۹ توجه دانشمندان و پژوهشگران را به خود جلب کردند؛ زیرا آنان دریافتند که این آثار هیچ شباهتی به جانواران ندارند و بیشتر شبیه به هواپیماهای امروزی هستند. تاکنون ۳۰ نمونه از این آثار باستانی کشف شده است که همگی مانند هواپیما دارای بال، دم و کابین خلبان هستند. کارشناسانی در آمریکا در سال ۱۹۹۶ نمونه‌هایی شبیه به این اشیاء را در ابعادی بزرگتر ساختند، و توانستند آن‌ها را به پرواز درآورند.
نمونه‌هایی از این اشیاء در چندین موزه وجود دارد که از آن‌ها می‌توان به موزه طلای کلمبیا، موزه برلین و موزه تاریخ طبیعی شیکاگو اشاره کرد.

## زبان و ادبیات
همچنین ببینید: زبان مایایی

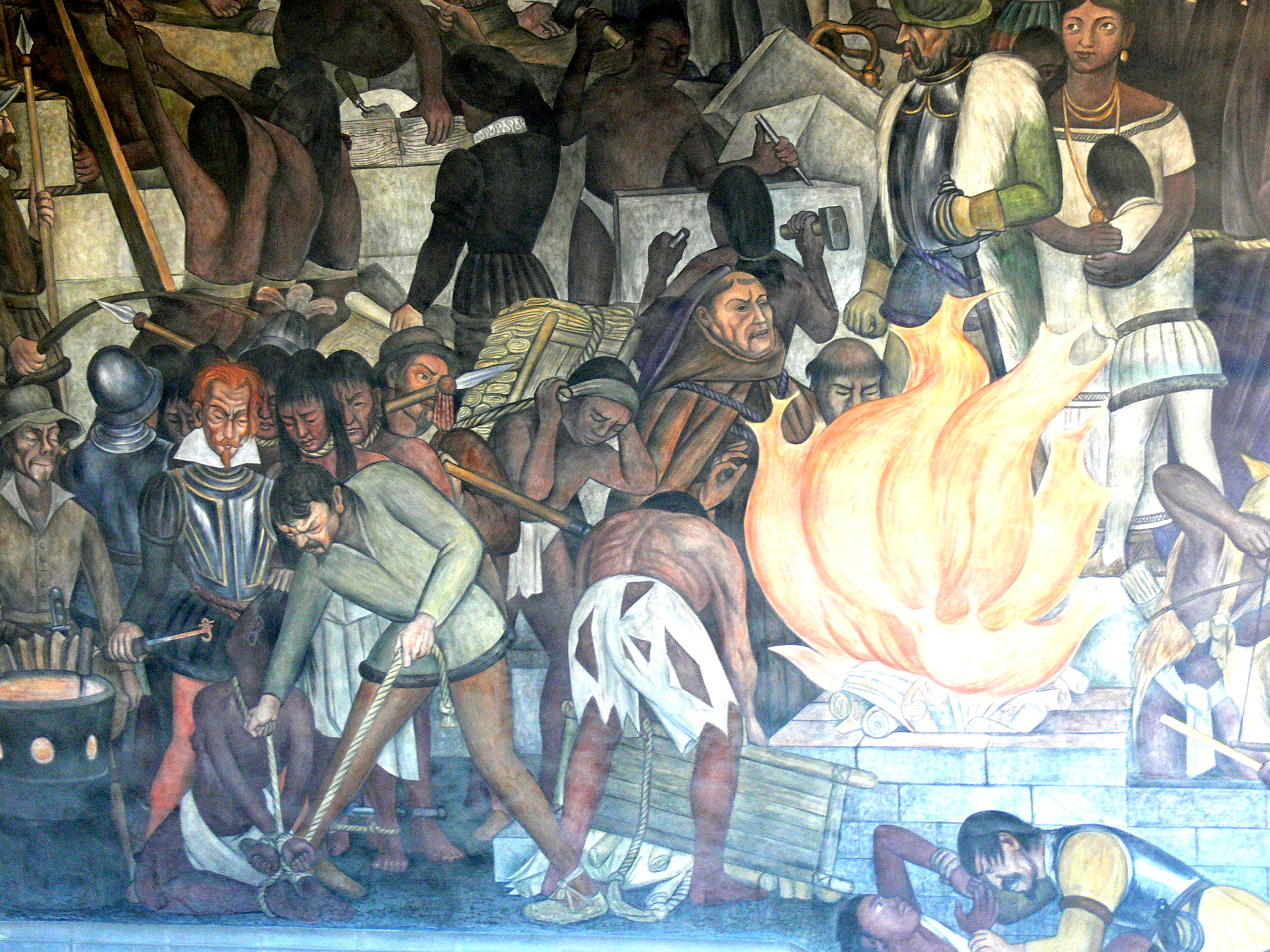
سوزاندن متون کهن مایا توسط کلیسای کاتولیک و تأثر مایاها از این حادثه.

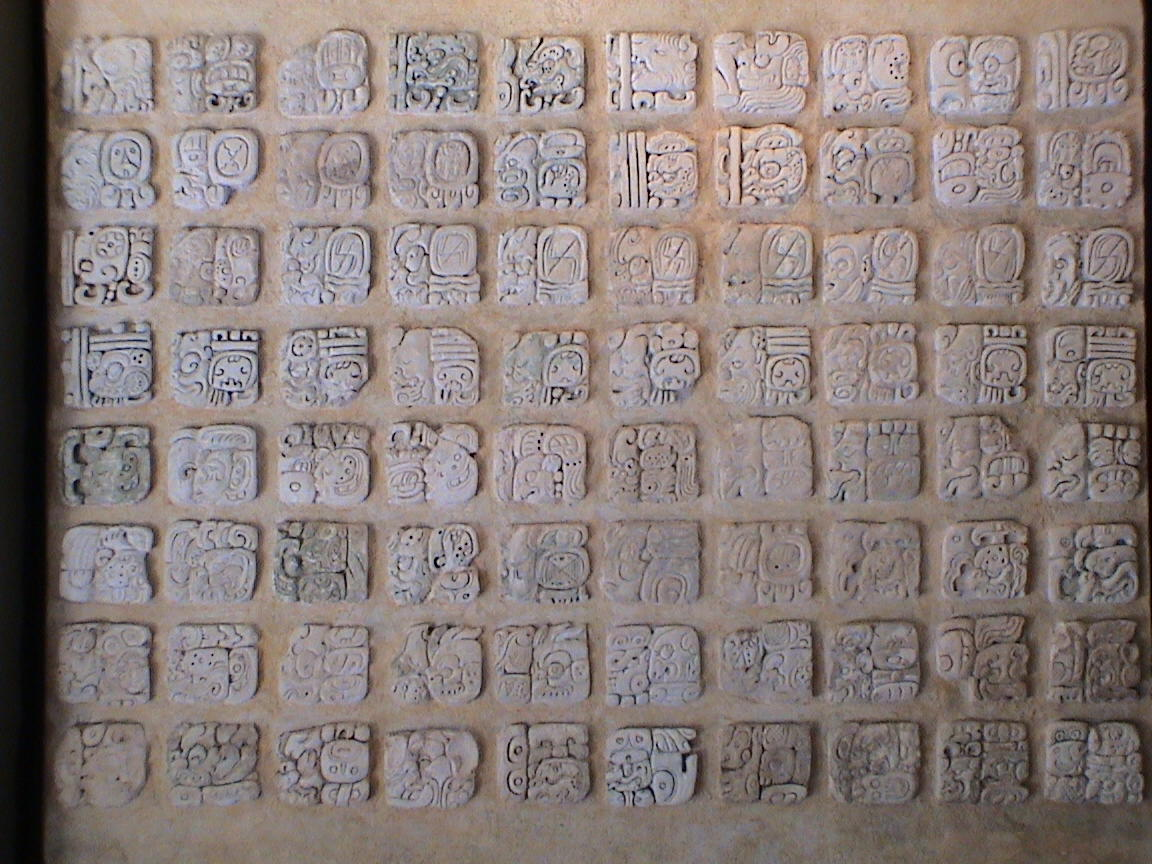
سنگ نوشته‌ای به خط مایایی که در شهر پالنکه کشف شده است.

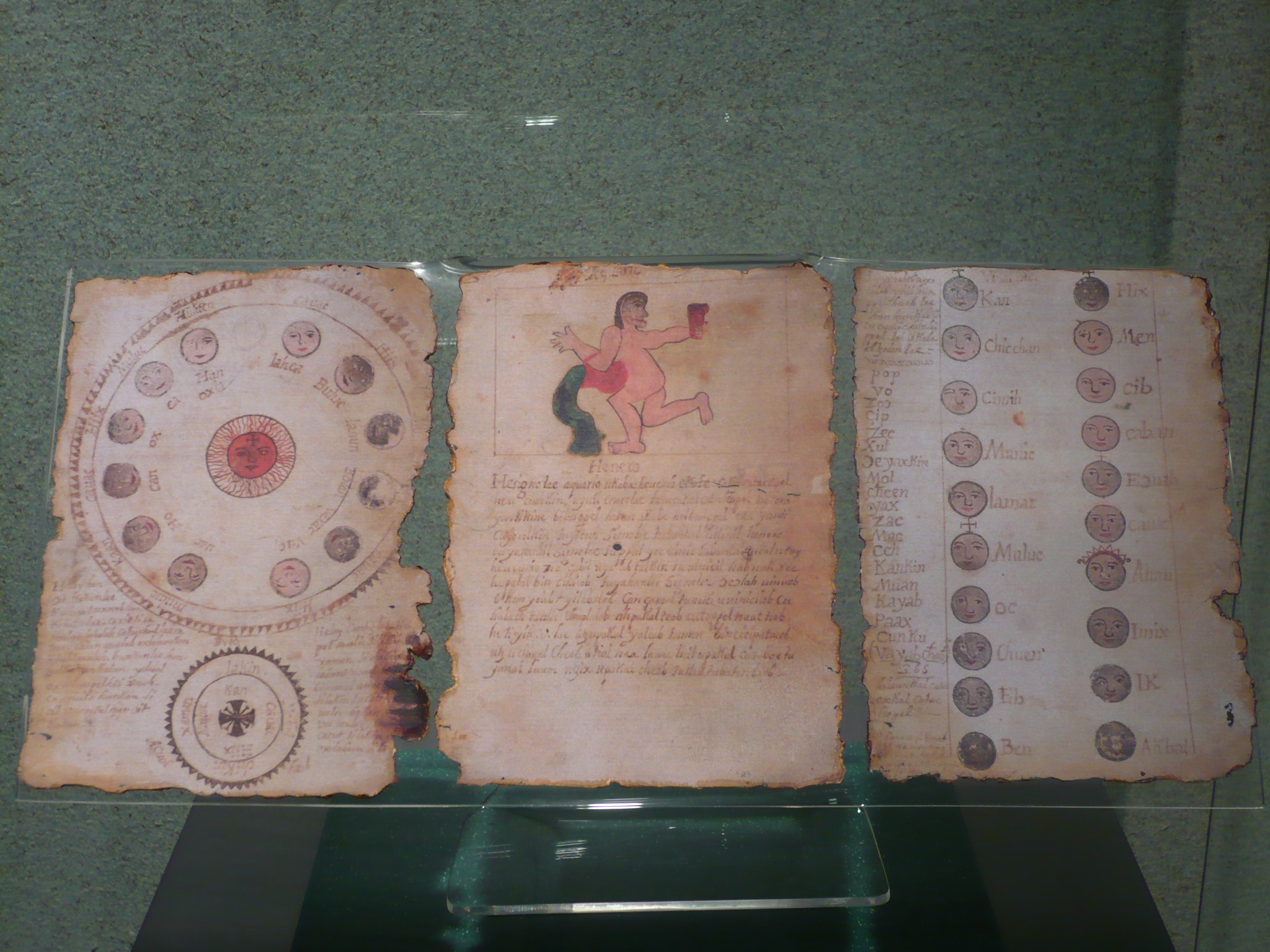
نسخه‌ای از کتاب اساطیری چیلام بالام به خط و زبان مایایی.

مایاها را از آن جهت پیشرفته‌ترین قوم در آمریکای باستان می‌دانند که بهتر از سایرین توانستند زبان خود را مکتوب کرده و خط را بکار برند. مایاها به زبان مایایی تکلم می‌کردند که زبانی پیوندی از شاخهٔ زبان‌های بومی آمریکا محسوب می‌شود. زبان مایایی قدیم بعدها به چندین گویش متعدد تقسیم شد که آن‌ها امروز گروه زبان‌های مایایی را تشکیل می‌دهد که در آمریکای مرکزی هنوز هم گویشورانی دارد. در گذشته تفاوت‌های لهجه‌های اقوام مایایی‌تبار به حدی بود که گاه سخن یکدیگر را درک نمی‌کردند. این تفاوت‌ها تا به امروز نیز پابرجا مانده است.
ممکن است که مایاها ایدهٔ نوشتن زبان را از اولمک‌ها فراگرفته باشند اما خط آن‌ها هیچ شباهتی به سیستم نوشتاری اولمک نداشت. خط مایایی نوعی خط هیروگلیفی بود که آغاز به‌کارگیری و ابداع آن به سدهٔ ششم پیش از میلاد بازمی‌گردد. مایاها خط خود را برای امور مذهبی و سرشماری درآمد و مالیات‌های عمومی، مراسم و مناسک مذهبی و تحریر و تألیف کتاب‌هایی که دانش و علوم را حفظ می‌نمود بکار می‌بردند. آموزش خط نوشتاری نیز میان طبقهٔ نخبگان رایج بود. رمزگشایی علائم نوشتاری مایاها تا حد زیادی سخت و دشوار است و هنوز هم تمامی متون نوشته شده مایا به‌خوبی خوانده و درک نشده‌اند. یکی از این مشکلات تغییر زبان و لهجه مایاها و واژه‌پذیری فراوان از زبان اسپانیایی است. مایاها ساخت کاغذهای الیافی را دنبال می‌کردند و بیش از هزار جلد کتاب آکاردئونی شکل تألیف کرده بودند که موضوعاتی مانند تاریخ قوم مایا، نظام اعتقادی، ستاره‌شناسی و پیشگویی، ریاضیات، طب و گاهشماری را در بر می‌گرفت. این کتاب‌ها تقریباً همگی به دست کشیش‌های اسپانیایی سوزانده شدند. یکی از این کشیش‌ها به نام اسقف دیگو دلاندا که عامل اصلی از دست رفتن آثار مکتوب قدیمی مایا بود سوزاندن کتاب‌های مایاها را این‌گونه توصیف کرده است:
این مردمان در عین حال با استفاده از نشانه‌ها و حروف مشخص کتاب‌هایی نوشته و در آن‌ها امور باستانی و دانش کهن خویش را توصیف نموده بودند… آن‌ها این نوشتارها را درک می‌کردند و به دیگران نیز می‌فهمانیدند و آموزش می‌دادند. ما تعداد بسیار زیادی از این کتاب‌ها را یافتیم و چون مشاهده کردیم در میان آن‌ها چیزی جز خرافات و دروغ‌های شیطانی وجود ندارد، همه را سوزاندیم که به شکل حیرت‌آوری باعث تأثر و افسوس آن‌ها شد و دست آخر همه آن‌ها را پریشان و محنت‌زده کرد. 
از میان کتاب‌هایی که اسقف لاندا دستور امحا آن‌ها را صادر کرده بود، سه کتاب به شکل شگفت‌انگیزی از شعله‌های آتش در امان ماندند. یکی از این کتاب‌ها که در کتابخانه‌ای در درسدن آلمان نگه‌داری می‌شود و به نسخه درسدن مشهور است اطلاعات جامعی از ریاضیات و ستاره‌شناسی در درون خود دارد. کتاب دیگر که در اسپانیا کشف شد، مربوط به طالع‌بینی است و نوشتار آخرین پرسیانوس نام دارد که در پاریس از صندوقی بی‌نام و نشان بیرون کشیده شد و مربوط اساطیر و عقاید مذهبی مایاهای باستان است. پس از این حادثه دوباره مایاها به نوشتن آثار خود روی آوردند و کتاب کشیش جاگوار و کتاب پوپول ووه دو مورد از آن‌ها هستند که بیشتر به تاریخ و اساطیر و افسانه‌های مایایی اختصاص دارند. این متن‌های متاخر در قرن شانزدهم نوشته شده‌اند.

## باورهای دینی مایا

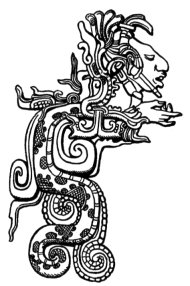
تمثال کوکولکان که به صورت نیمه انسان نیمه مار قرار دارد. کوکولکان به زبان مایاها معنای مار بالدار را می‌داد.

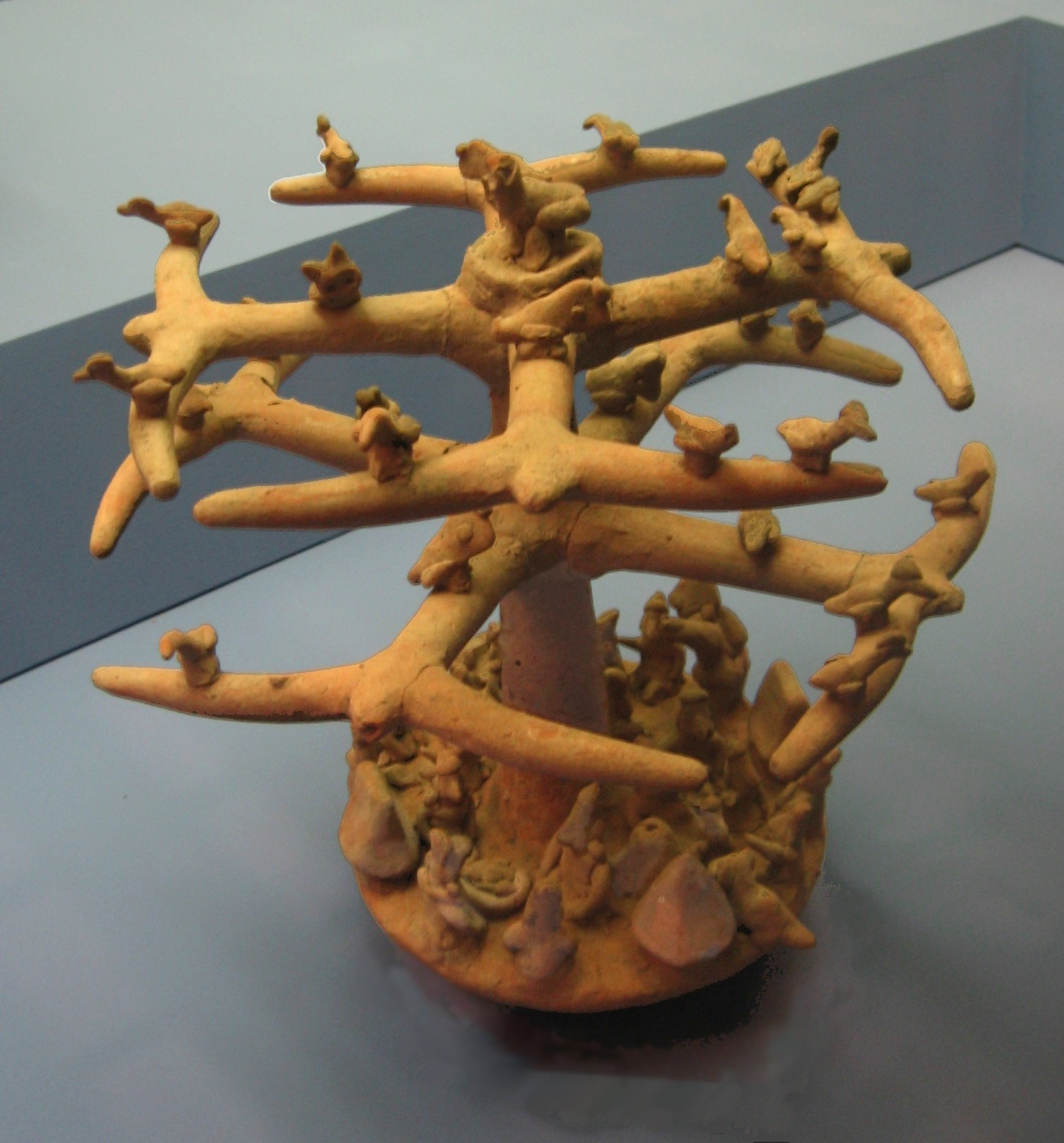
مجسمه چوبی که تصویری خیالی از درخت مرکزی یا واکاه چان ارائه می‌کند.

سبک تفکر مذهبی مایاها کاملاً از عقاید مذهبی جهان قدیم متفاوت بود. بیشتر متون قدیمی این دین از میان رفته و برای همین شناخت ایدئولوژی مایاهای قدیم سخت و تا اندازهٔ زیادی مبتنی بر حدس و گمان است. دین در جامعه مایا عامل متحد کننده محسوب می‌شد و همهٔ طبقات از پادشاه تا بردگان همگی درگیر یک دین بودند. حکومت‌ها همیشه مذهبی و دین‌گستر بودند و برای همین سرپیچی از باورهای دینی یا بدعت در آن خشم حاکمان را برمی‌انگیخت. دین اگرچه تمام مسائل زندگی مایا را در بر می‌گرفت اما به همان اندازه هم عرفانی بود و به مسائل معنوی می‌پرداخت. مذهب سنتی مایا خدایان متعددی داشت و هر خدا نیز یک همزاد غیر همجنس به عنوان همدم برای خود داشت که پس از مرگ او را در زیبالبا یا دنیای زیرین پذیرا می‌شد تا زمانی که دوباره زنده شده و به آسمان بازگردد. هنوز نیز گروه‌هایی از مردم مایایی‌تبار ساکن هندوراس، گواتمالا و مکزیک به باورهای قدیمی مایایی معتقدند و مذهب فاتحان اروپایی خود را به‌طور کامل نپذیرفته‌اند.

### جهان‌بینی مایاها
در مذهب مایاها، جهان دو بعد خدایی و انسانی داشت که در سه حوزه ضرب می‌شدند و آن سه حوزه جهان آسمانی، جهان زمینی و جهان زیرزمینی را شامل می‌شد. دنیای زیرزمینی که زیبالبا نامیده می‌شد و دنیای خدایان زیرزمینی و مکان استقرار روان‌های درگذشتگان بود. قلمرو آسمانی سیزده طبقه و قلمرو زیرزمینی نه طبقه داشت. هریک از این طبقات قلمرو فرمانروایی یکی از خدایان به‌شمار می‌رفت. شناخت مناسک مذهبی مایاها کاملاً میسر نشده و این به دلیل از میان رفتن بخش عظیمی از منابع مایایی و نیز تغییر مذهب اکثریت جامعه مایاها به مسیحیت است. ارتباط اصلی خدایان با یکدیگر از راه درخت مرکزی به نام واکاه چان امکان‌پذیر بود. این درخت که ریشه‌اش در دنیای زیرزمینی، تنه‌اش در دنیای زمینی و شاخه‌هایش به دنیای آسمانی می‌رسید، خون قربانیان یا نذرهایی که نزد پادشاه درخاک ریخته می‌شد را از طریق ریشه‌هایش جذب و در سراسر گیتی انتشار می‌داد.

### خدایان آیینی
درک چیستی خدایان مایایی هم مانند درک آنان از جهان پیچیده است و برای ذهن انسان‌های غربی ناآشنا می‌نماید. خدایان مایایی می‌توانستند شکل ظاهر و سرشت خود را تغییر دهند و دلیل ایجاد آثار گوناگون هنری نیز همین است که مایاها می‌توانستند هر صورتی برای خدایان خود متصور شوند و آن‌ها را مجسم سازند. باستان‌شناسان مطرح می‌کنند، بزرگ‌ترین خدای مایا ایتزامنا نام داشته است. همین خدا دوشکل دیگر نیز داشته است که آن یکی هوناب کئو به معنی نخستین خدای زنده و دیگری کوکولکان به معنی مار بالدار بود. باور مایاها این بود که خدای اصلی خود را به‌صورت کهکشان راه شیری نیز نشان داده و سرپرست و آفریدگار جهان است و بر همه خدایان سرپرستی می‌کند. کینیچ آهائو خدای خورشید و هوناهپو خدای ناهید بودند که این دوخدا معمولاً بر سر روز و شب با هم در کشمکش قرار داشتند. برای کشاورزان دو خدا به نام‌های یوم کاکس که خدای ذرت بود، وجود داشت و یکی هم چاک که خدای باران بود. چاک که بیشتر با چهرهٔ خزنده‌ای با دندان‌های شبیه مار تصویر می‌شد، چهار رنگ متفاوت داشت که به جهات جغرافیایی شمال، جنوب، شرق، غرب بازمی‌گشت و برای هرکدام به رنگ سفید، زرد، سرخ، سیاه درمی‌آمد. خدای ویژه و مورد احترام زنان ایکس چل نامیده می‌شد که مسئول تولد نوزادان شفا دادن به بیماران و پیشگویی بود.
مایاها هرساله یا بعد از در خواست بزرگان دینی خود برای خشنودی خدایان خود قربانی می‌کردند به‌طوری‌که پادشاه قوم در مکانی بلند با خنجری کمانی شکل می‌ایستاد و فرد قربانی که دو طرفه بدنش توسط افرادی بسته شده بود بر روی تخت سنگی قرار داشت و پادشاه با خنجر قلب را در حالی که همچنان می‌تپید از بدن قربانی خارج و به سمت مردم می‌گرفت او قلب‌ها را در ظرفی از خون درون معبد خدایان نگهداری می‌کرد.

### ارتباط با جهان معنوی
همچنین به باور مایاها هر انسانی همزادی داشت که به صورت روح ظاهر می‌شد و با خدایان نشست و برخاست داشت و می‌توانست زندگی افراد را تحت تأثیر قرار بدهد. انسان‌ها می‌توانستند از راه دعا و مناسک دینی و نیز مصرف داروهای روانگردان با آن‌ها ارتباط برقرار کنند. این همزادان که بیشتر به دنیای زیزمینی مربوط می‌شدند، عامل پیوند فرد با جامعه مردگان نیز محسوب می‌شدند که این به دنیای زیرزمینی ارتباط داشت و فرد نیاز داشت برای این کار به محل‌هایی ویژه مثل غارهای تاریک برود. به باور مایاهای قدیم از راه مکاشفات و مصرف مواد روانگردان نیز می‌شد با دنیای خدایان متصل شد و پند و اندرز گرفت. پیشگویان دینی برای پیشگویی‌های خود غیر از ستاره‌شناسی به این روش نیز روی می‌آوردند.

## ریاضیات مایاها

اعداد در سیستم عددی مایاها

مایاها ظاهراً ریاضیات را تا میزانی از اقوام اولمک فراگرفته بودند. آن‌ها احتمالاً نخستین قومی در جهان بودند که موفق به کشف عدد صفر شدند. این اتفاق در حدود سال ۳۶ پیش از میلاد افتاد و ششصد سال بعد بود که هندی‌ها به راز صفر پی برده و از طریق مسلمانان آن را به اروپایی‌ها رساندند. نماد صفر در تحریر اعداد مایایی به صورت یک گوش ماهی بود که شکل آن ترسیم می‌شد. نظام شمارشی مایاها نیز برخلاف نظام متداول امروز جهان که دهگانی است یک نظام بیستگانی بود. مایاها برای هر عدد یک نقطه (Dot) می‌گذاشتند که به صورت افقی بود و هرگاه این اعداد شمارشان به پنج نقطه (یعنی عدد پنج) می‌رسید به جای پنج نقطه یک خط افقی می‌کشیدند و برای اعداد بالاتر مانند شش، هفت و سایر بالای خط افقی یک یا دونقطه یا بیشتر می‌گذاردند. به این ترتیب عدد ده در نوشتار مایا دوخط افقی روی هم بود و برای یازده کافی بود یک نقطه بالای آن می‌گذاشتند. نوشتن اعداد از انتها بود و هر بار استفاده از صفر برابر یک قطعه بیست شمارهٔ آن را بالا می‌برد. چنان‌که در نظام ریاضی رایج امروزی صفر جلوی یک ده بار آن را افزایش می‌دهد. چون خط نوشتاری مایاها هیروگلیف بود و نشان‌های تصویری داشت گاهی کاتبان برای نوشتن صفر یا نقطه یا خط از نمادهای تصویری دیگری استفاده می‌کردند تا بر زیبایی اثر نوشتاری خود که معمولاً به صورت کنده‌کاری بود، بیفزایند و آن را هنری‌تر جلوه دهند. همین امر موجب دشواری در دریافت برخی از داده‌های آماری مایاهای قدیم شده است. سیستم جمع و تفریق مایاها هم شبیه سیستم‌های متداول امروزی بود اما آن‌ها نمادهای چهار عمل اصلی را این‌گونه بکار نمی‌بردند اما روش محاسبه ایشان تقریباً همین رایج امروز جهان بود.

## اخترشناسی مایاها

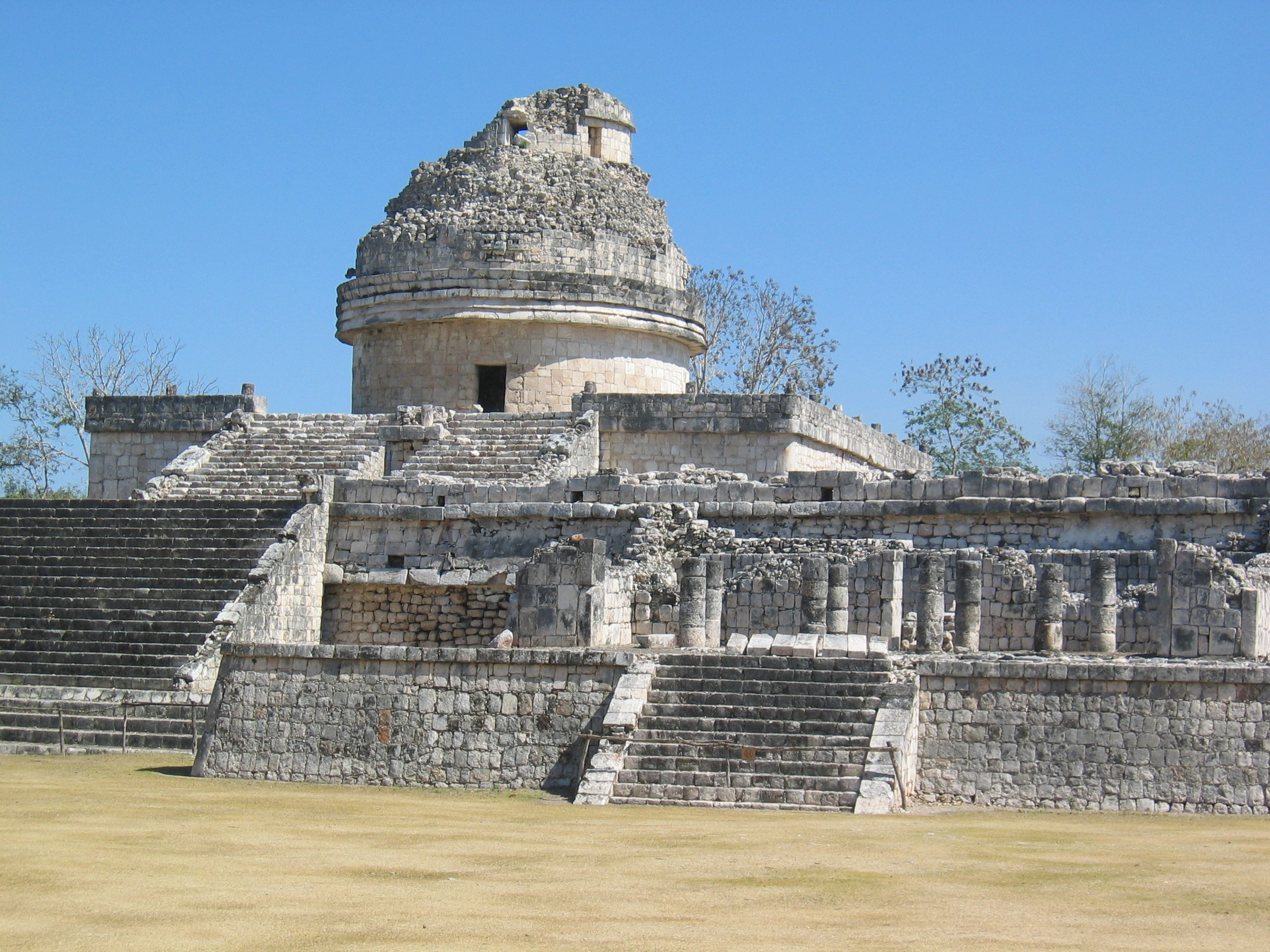
رصدخانه کراکول واقع در چیچن ایتزا

مایاها آموخته بودند که چگونه از ریاضیات برای ثبت و محاسبه حرکات و ویژگی‌های اجرام آسمانی بهره بگیرند. آن‌ها اکتشافات خود را در یادبودها و دیوارنوشته‌هایی ثبت می‌کردند. بزرگان دینی مایا آموخته بودند که چگونه سال خورشیدی، ماه قمری و حتی حرکت‌های سیاره زهره را محاسبه کنند. مایاها برای این محاسبه‌ها، ریاضیات ترکیبی را بکار می‌گرفتند و ماهرانه‌تر از سایر ملت‌های آمریکایی باستان، از خط، در جهت ثبت یافته‌های جدید خود بهره می‌بردند. آن‌ها در زیگ‌های قدیمی خود خورشیدگرفتگی و ماه‌گرفتگی را ثبت و برای آن‌ها جدول‌های زمان‌بندی تنظیم کرده بودند. مایاها برای زمان‌بندی انجام آیین‌های دینی خود نیز از داده‌های ستاره‌شناسی استفاده می‌کردند. مایاها ضمن شناخت خورشیدگرفتگی و ماه‌گرفتگی محاسبات دقیقی نیز از گردش مسیر سیاره‌های ناهید و بهرام و تا اندازهٔ کمتری تیر ترسیم کرده بودند. همچنین شواهدی دردست است که مسیر حرکت سیاره مشتری نیز توسط مایاها مشخص شده بوده است. مایاها از اخترشناسی برای تنظیم تقویم و هماهنگی مراسم مذهبی طالع‌بینی، پیشگویی و ثبت دوره سلطنت استفاده می‌کردند. در کراکول چیچن ایتزا یک رصدخانهٔ مایایی به دست آمده که بی‌شباهت به رصدخانه‌های امروزی نیست. ضمن اینکه آنتونی آونی ستاره‌شناس نظر دارد که مایاها همگی خانه‌هایشان را به گونه‌ای می‌ساختند که ظاهراً بتوان از پنجره‌هایشان آسمان را رصد نمود؛ مثلاً در شهر اوکسمال همه ساختمان‌ها در یک ردیف و پنجره‌هایشان به یک سوی مشخص از آسمان باز می‌شود. در ناحیه کراکول نیز همهٔ خانه‌ها به نحوی ساخته شده بودند که در امتداد سیاره ناهید قرار داشتند. حیرت بیشتر دانشمندان از این است که این شناخت دقیق مایاها از حرکت اجرام آسمانی در شرایطی بود که مایاها ابزار پیشرفته ستاره‌شناسی نداشته‌اند و سرزمینشان در منطقه‌ای بود که نه ماه از سال بارانی و همیشه ابری بود.

## گاهشماری مایا

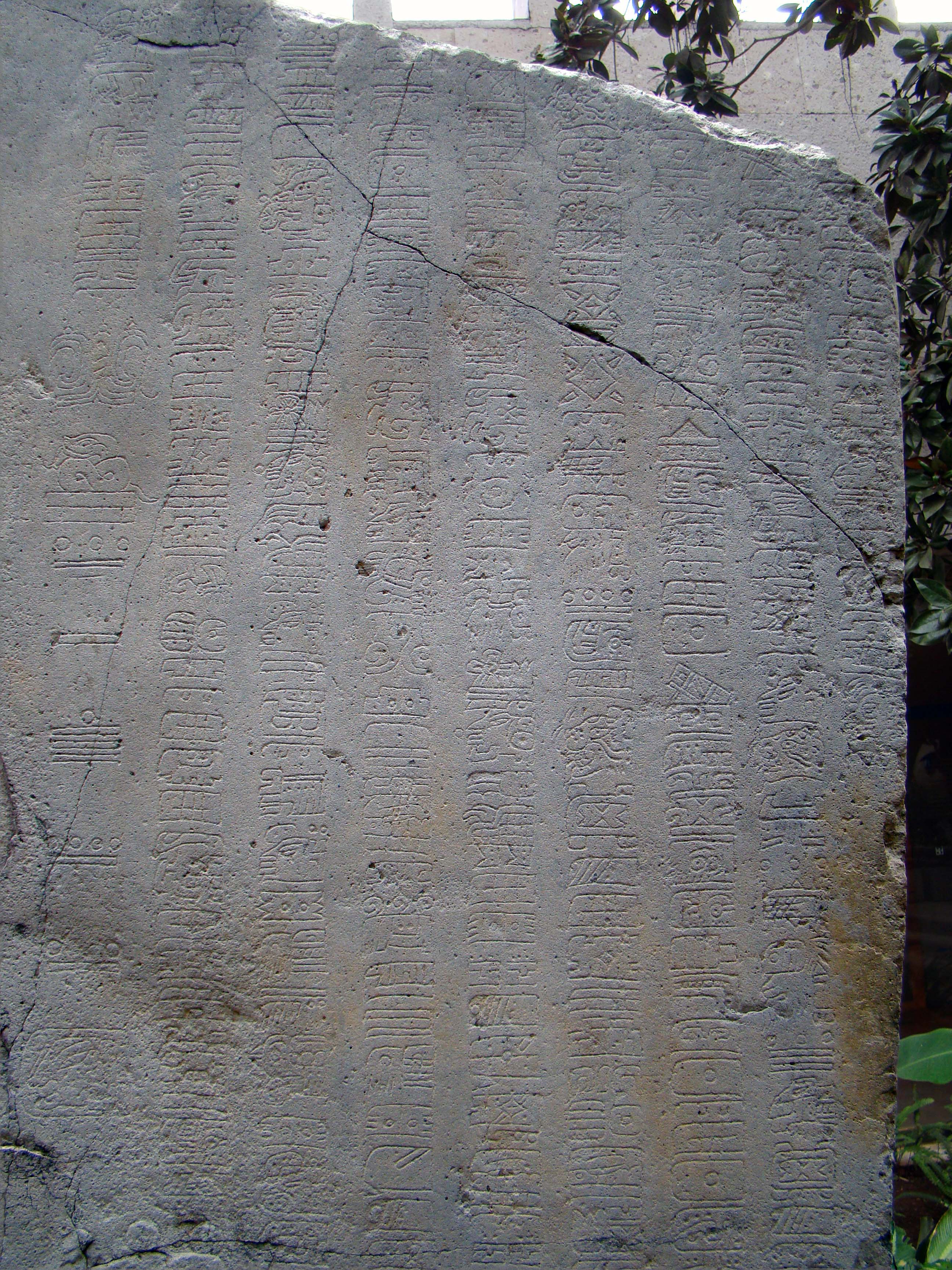
تاریخ‌نگاری و ثبت تاریخ در دستگاه شمارش طولانی بروی یک سنگ زرد رنگ

سیستم گاهشماری مایاها نیز از بخش‌های پیچیدهٔ این تمدن است. مایاها به سال ۳۶۵ روزه خورشیدی پی برده بودند اما برای محاسبه سال نه تنها جابجایی خورشید در آسمان فراز خود را که حرکت‌های ماه و ستارگان و دیگر اجرام آسمانی را نیز مدنظر داشتند. نزد مایاها سه نوع تقویم استفاده می‌شد. یکی تقویم سالنمای ۲۶۰ روزه، دیگری هاآب یا سال ۳۶۵ روزه و دیگر تقویم شمارش طولانی ۵۲ ساله. سال مقدس که تزولکین نامیده می‌شد همان سالنمای ۲۶۰ روزه بود. هر ماه آن ۲۰ روز بود و هر روز یک نام مشخص داشت و نیز ۱۳ شماره که روزها در آن ضرب می‌شدند و مجموعاً ۲۶۰ روز می‌شد. آن‌ها از این طریق سعی می‌کردند تا از زمان دقیق وقوع پدیده‌های قدیمی به میزان روزهایی که از آن گذشته آگاه شوند. شیوه آن به گونه‌ای بود که مثلاً روز ایمیکس که روز نخست هر ماه بود و اولین باری که در سال ۲۶۰ روزه واقع می‌شد نام سال یکم ایمیکس می‌گرفت و به همین ترتیب سال دوم سال دوم ایک و زمانی که به سیزدهمین می‌رسید نام چهاردهمین روز یعنی ایکس مقارن یک می‌شد و سال یک ایکس می‌گردید و این‌گونه مشخص می‌شد که ۱۴ سال گذشته است. فایده این تقویم برای این بود که در ارقام بالا با ضرب و تفریق ساده می‌شد زمان واقعی را به روز تعیین کرد و از این رو به آن سالنمای مقدس می‌گفتند چراکه در امور مذهبی مردمی کاربرد بیشتری داشت. سالنمای هاآب سالنما و تقویم رسمی مایا بود. هاآب را برای امور سلطنتی و کشوری بکار می‌بردند. در سالنمای هاآب سال ۱۹ ماه داشت. ۱۸ ماه نخست سال ۲۰ روز بود و ماه آخر سال ۵ روز که روی‌هم رفته ۳۶۵ روز را تشکیل می‌دادند. ماه آخر یوایب نامیده می‌شد و برای مردم بدشگون می‌نمود. روزهای ماه از صفر تا ۱۹ را در بر می‌گرفتند شمار روز با یک آغاز نمی‌شد. مایاها در ذکر تواریخ معمولاً در کتیبه‌ها هردو سالنمای تزولکین و هاآب را بکار می‌بردند. از آنجایی که هاآب ۱۰۵ روز بیش از تزولکین داشت یعنی در تطابق دو تقویم هاآب ۱۰۵ دندانه وارد سال تزولکین شده بود و تطابق کامل تنها زمانی انجام می‌شد که ۵۲ سال از آغاز گذشته باشد که این دوره ۵۲ سال را دَوَران تقویم نامیده‌اند. و این دوران برای مایاها بسیار مهم و با اهمیت بوده است. تقویم سوم سالنمای شمارش طولانی است که مبتنی بر روزهاست که هر روز اما سال به ماه‌های سی روزه تقسیم نمی‌شد. هر روز یک کین به‌شمار می‌رفت و هر ۲۰ روز برابر یک یوئنال می‌شد. هر ۱۸ یوئینال را یک تون می‌گفتند که مجموعاً ۳۶۰ روز (کین) به دست می‌آمد. هر ۲۰ سال (تون) برابر یک کاتون و هر بیست کاتون یک باکتون و هر بیست باکتون یک پیکتون بود. یک پیکتون برابر می‌شد با ۲٬۸۸۰٬۰۰۰ روز. بالاترین واحد در گاهشماری مایایی آلائون است که برابر می‌شود با بیست و سه میلیارد و چهل میلیون روز. سال‌های آنان ۳۶۰ روزه بود و دلیل آن هم فرار از شومی پنج روز پایانی بود. کاربرد این تقویم بیشتر برای شمارش روزهای گذشته یا باقی‌مانده نسبت به یک رویداد مهم بوده است. مایاها سیستمی ریاضیاتی نیز داشتند که سالنماهای سه‌گانه را به هم تبدیل می‌کرد و از طریق داده‌های یک تقویم می‌توانستند آن را در سالشماری دیگر نیز بیابند.
| روزها   | دوره شمارش طولانی | دوره شمارش طولانی | میزان برابر سال خورشیدی |
| ------- | ----------------- | ----------------- | ----------------------- |
| ۱       | = ۱ کین           |                   |                         |
| ۲۰      | = ۲۰ کین          | = ۱ وینال         | ۰٫۰۵۴۸                  |
| ۳۶۰     | = ۱۸ وینال        | = ۱ تون           | ۰٫۹۸۵                   |
| ۷٬۲۰۰   | = ۲۰ تون          | = ۱ کاتون         | ۱۹٫۷                    |
| ۱۴۴٬۰۰۰ | = ۲۰ کاتون        | = ۱ باکتون        | ۳۹۴٫۳                   |

## تأثیر تمدن مایاها بر فرهنگ جهان امروز
از مهم‌ترین مسائل پیرامون نام مایا در جهان امروز افسانهٔ پایان جهان در سال ۲۰۱۲ بود که بر حسب پیشگویی‌های مایاهای قدیم، جهان در آن روز پایان می‌پذیرفت. این پدیده که به پدیده پایان جهان مشهور شده‌بود با نزدیک شدن به سال مورد نظر بر دامنهٔ شیوع باور به آن در میان برخی افراد افزوده می‌شد. روز گمان شده برای این رویداد خیالی که بیست و یکم دسامبر ۲۰۱۲ بود برابر شب یلدای سال ۱۳۹۱ هجری خورشیدی بوده است. در همین زمان شایعه مبنی بر برخورد یک جرم غول‌پیکر به زمین در سال ۲۰۱۲ موجی از واکنش‌ها را به‌دنبال داشت. در نهایت مؤسسه SETI که کار پژوهش بر این امر را دنبال می‌نمود این مسئله را رد کرد. دربارهٔ این موضوع فیلم‌هایی نیز در هالیوود ساخته شده که از میان آن‌ها می‌توان به فیلم ۲۰۱۲ به کارگردانی رولند امریش اشاره نمود. همچنین دربارهٔ مردم مایا فیلم پرفروش دیگری به کارگردانی مل گیبسون در سال ۲۰۰۶ ساخته شد به نام آپوکالیپتو یا آخرالزمان که در آن دوران افول مایاها و شکست‌هایشان برابر قوم آزتک به تصویر کشیده شده است.

## مایاها در جهان امروز

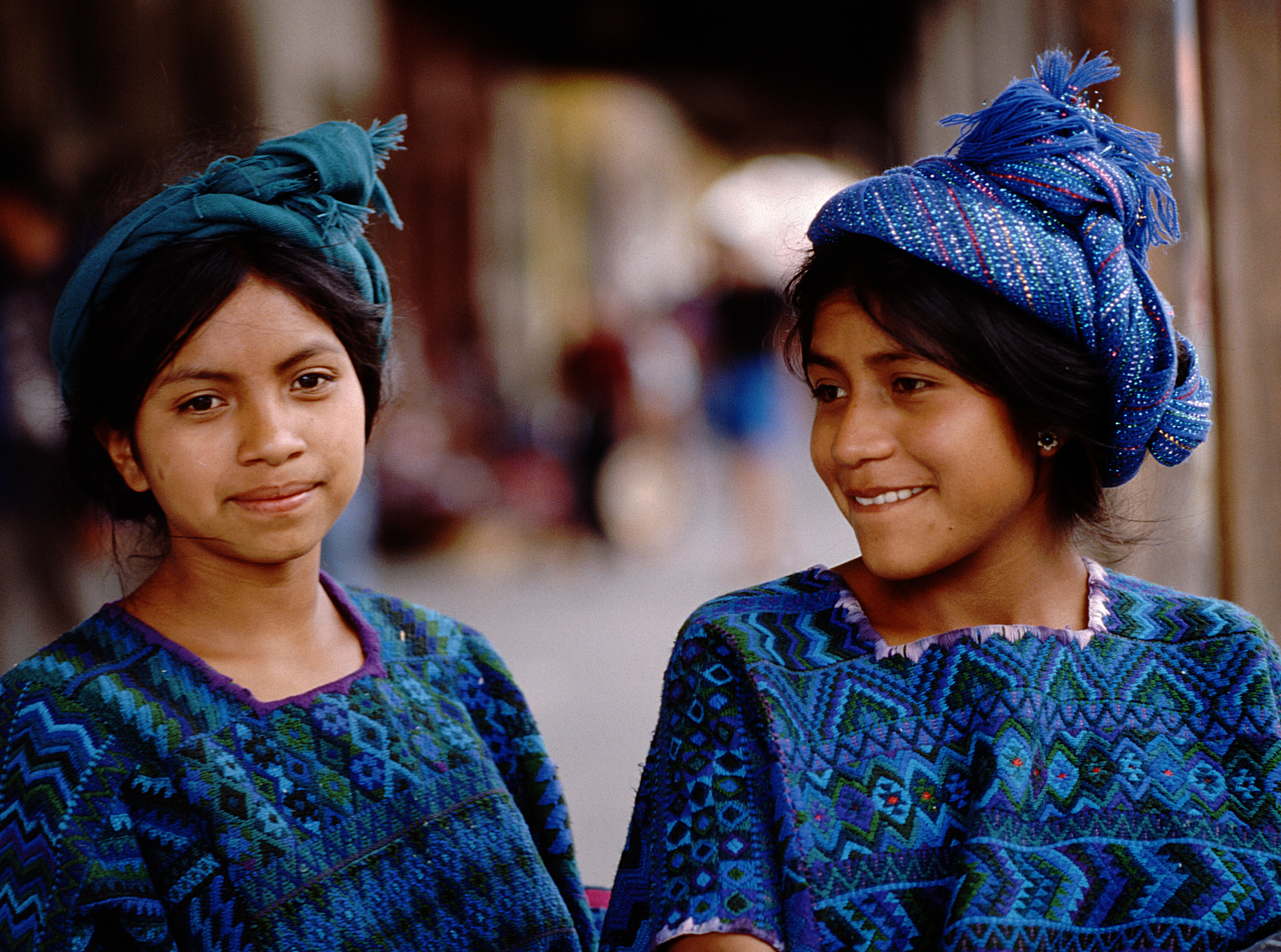
دو دختر مایایی در لباس محلی.

با وجود از دست رفتن اتحاد مایاها این قوم از صحنه روزگار کنار نرفتند و هنوز در گوشه‌هایی از آمریکای مرکزی مردم مایا با حفظ آداب و رسوم خود به زندگی ادامه می‌دهند. جمعیت مایاهای امروزی که بازماندگان مایاهای متمدن دوران باستان و سده‌های میانه هستند حدود هفت میلیون تن برآورد شده که در کشورهای السالوادور، هندوراس،
مکزیک، گواتمالا و بلیز پراکنده‌اند و به گویش‌های زبان مایایی یا اسپانیایی سخن می‌گویند. بیشتر جمعیت امروزی مایاها در ارتفاعات گواتمالا به‌سر می‌برند. در گواتمالا اگرچه خیلی از مایاها سبک زندگی و گفتار اسپانیایی را پذیرفته‌اند اما این تغییر و همرنگی با جامعه در زنان بسیار کمتر از مردان دیده می‌شود و اکثر زنان مایایی گواتمالا هنوز هم سبک پوشش و زبان بومی و اصیل خود را نگاه داشته‌اند.
مایاهای امروزی بخاطر رنگ پوشش خاص خود و کلاه‌های بلند و لباس‌های شاد رنگارنگ خود شهره هستند.
مردان مایا امروزه به کارهای کشاورزی و گاهی صنعتی مشغولند و در میان جامعه امروزی مایا کودکان دستفروش نیز بچشم می‌خورند.
امروزه زندگی مایاها مانند بیشتر مردم آمریکای لاتین توأم با محرومیت است و روند پیشرفت به ویژه در مناطق مایا نشین که کوهستانی و روستایی نیز هستند، بسیار کندتر است.
غذاهای سنتی مایاها هنوز مبتنی بر غذاهای گیاهی و به ویژه ذرت است. انواع و اقسام غذاها و نان‌ها با ذرت طبخ می‌شود. مایاهای امروزی اگرچه بیشتر مسیحی کاتولیک می‌باشد اما هنوز دسته‌های زیادی از مردم این قوم هر به مذهب باستانی خود معتقد باقی‌مانده و آئین‌های مذهبی خود را همچنان برگزار می‌کنند. پذیرش مذهب کاتولیک از سوی بسیاری از مایاها تنها سرپوشی بود برای دفاع از خود برابر مسیحیان چرا که هنوز در میان جوامع مسیحی مایا همچنان شمن وجود داشته و در ارتفاعات و غارها بر اصل سال‌های ۲۶۰روزه به عبادت و ارشاد و مکاشفه می‌پردازند. نام بسیاری از اساطیر مایا با نام‌های مذهبی لاتین جایگزین شده اما مراسم و عقاید همچنان باستانی برجای مانده‌اند. گرایش عمده روستاییان مایا به مسیحیت از سال ۱۹۶۰ و آغاز فعالیت تبلیغی کلیساهای انجیلی جنوب ایالات متحده آغاز شده است.

### در بلیز
مایاهای کشور بلیز که سومین گروه بزرگ قومیتی این کشور هستند و حدود یازده درصد جمعیت کشور را تشکیل داده‌اند بیشتر از تبار آن‌دسته از اقوام موپان و یوکاتک هستند که در پی وقوع جنگ در سال ۱۸۸۰ به کشور بلیز مهاجرت نمودند. ده سال پیش از آن مایاهای ککچی از کشور گواتمالا وارد بلیز شده بودند و خلاف هم‌تباران موپانی خود که راه کوهستان‌های مرتفع بلیز را پیش گرفتند، اینان وارد سرزمین‌های پست جنوبی این کشور در جوار رودخانه‌ها شدند. تاریخ و فرهنگ باستانی مایاها نزد مایاهای بلیز بسیار بااهمیت و مایه افتخار تلقی می‌شود.

### در گواتمالا
شمار مایاهای گواتمالا بیش از سایر کشورهای مایا نشین است. مایاهای گواتمالا بیش از سایرین به آداب و رسوم خود مانند پوشش، مذهب و زبان پای‌بند مانده‌اند و شرایط فرهنگ بومی مایا در گواتمالا بهتر از سایر کشورهاست. مایاها در گواتمالا به سیزده گروه قومی کوچکتر تقسیم می‌شوند. پیشهٔ اکثر مایاهای گواتمالا کشاورزی و صنایع دستی است و عمدتاً در مناطق مرتفع و کوهستانی کشور به‌سر می‌برند.
در ژانویه ۲۰۱۸ باستان شناسان با استفاده از فناوری لیدار آثار مدفونی از تمدن مایا در گواتمالا را کشف کردند.

### در مکزیک

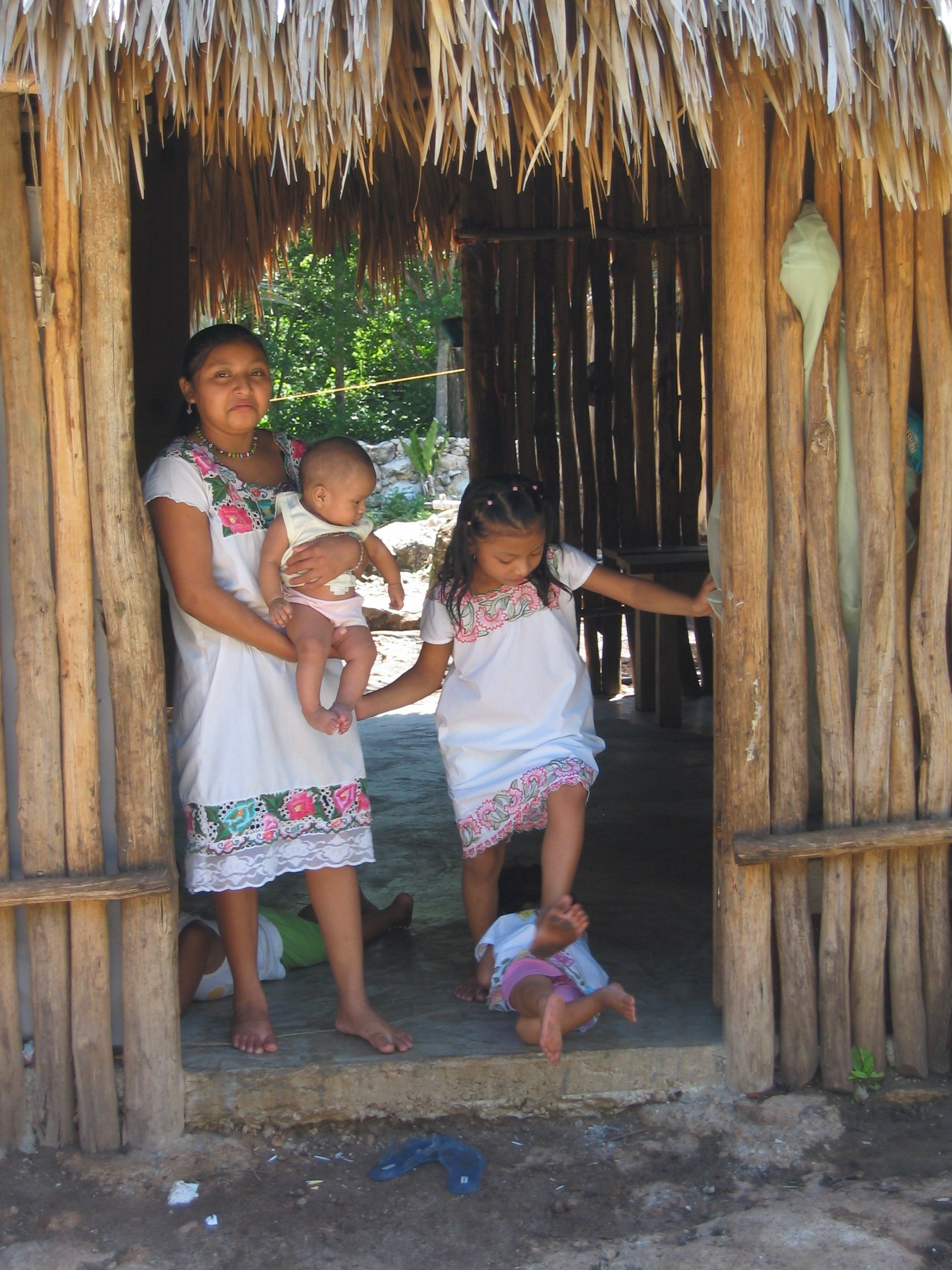
یک خانواده روستایی مایا در یوکاتان مکزیک.

مایاها بخشی از گروه‌های قومی کشور مکزیک هستند که بیشتر آن‌ها در نواحی جنوبی و به ویژه شبه جزیره یوکاتان ساکن می‌باشند. زبان مایاهای مقیم مکزیک یوکاتک است که ریشهٔ مایایی دارد و مذهب پیشین جمعیت مایایی ساکن مکزیک کاتولیک می‌باشد. جمعیت مایاهای مقیم مکزیک حدود سیصد و پنجاه هزار تن می‌باشد که بیشتر آن‌ها اسپانیایی را به عنوان زبان دوم یا زبان نخست خود می‌دانند. به دلیل شرایط جغرافیایی محل سکونتشان بیشتر مایاهای مکزیک از صنعت توریسم امرارمعاش می‌کنند.

### در هندوراس
مایاها در هندوراس چورتی نامیده می‌شوند که جمعیتی کمتر از ۶ هزار نفر دارند. مایاهای این کشور سنت مایایی خود را عمدتاً فراموش کرده‌اند و دیگر به گویش چورتی صحبت نمی‌کنند و پوشش سنتی آن‌ها نیز کلاً تغییر یافته است. اخیراً تلاش‌هایی در رابطه با بازگشت چورتی‌ها به فرهنگ قدیمشان انجام شده و تا حدودی آن‌ها به یادگیری زبان نیاکان خود مشغول شده‌اند. پیشهٔ اصلی مایاهای هندوراس که اسپانیایی زبان هستند، صنایع دستی و توریسم است. نوعی از عروسک که به نام عروسک‌های هاسک شناخته می‌شوند، توسط این گروه قومی ساخته شده و معمولاً به‌وسیلهٔ کودکان دستفروش به مشتری‌ها عرضه می‌شود.